# はねるのトびらの企画
はねるのトびらの企画（はねるのトびらのきかく）では、フジテレビ系列で放送されていたバラエティ番組『はねるのトびら』で行われたコント、企画を記述する。
本項目で記載する放送期間はフジテレビ（制作局、関東地区）のもの。

## コント作品
- ポセイドン物語（2001年4月16日〜2002年1月14日、西野、塚地、虻川、梶原、堤下、馬場、伊藤、鈴木、秋山）
- 伊東家の食卓御中（2001年4月16日～4月30日、秋山、虻川、板倉、伊藤、鈴木、梶原）
  - 人気番組『伊東家の食卓』へビデオレターで裏技を披露するが、一時停止して何もしないだけのコント。
- 取り調べ（2001年4月16日、西野、堤下、虻川）
  - 初めて番組で放送されたコント。
- ナレーション（2001年4月30日〜2002年3月25日・2003年4月7日、板倉）
  - 緊張感が漂っている（会議、ゴルフ、麻雀など）シチュエーションにおいて、立ち会っている板倉が周囲の人物の心情や状況に対して勝手にナレーションを入れていく。しかし緊張感が漂う中で、たった一人で語り続けているため、周囲の迷惑となってしまい、堤下に「うるさいよ!」などと叱責されるコント。
  - 本来は叱責されるのがオチとなり終了する1ボケのみのショートコントだが、その後も板倉はアドリブで延々と語りを続けたり、悪態をついたりしてさらに展開を広げる。度々ビートたけしのモノマネも入れる。
  - レギュラー放送第1期最終回では、「タモさん家のネコ」に扮した板倉がはねトびを見ながら勝手に番組を締め括るナレーションを始め、フリートークのセットにいるメンバーにツッコまれるクロージングコントとなっていた。
  - タイトル/放送回
    - 第1回『会議にて』（2001年4月30日放送）
    - 第2回『マスターズの奇跡』（2001年5月14日放送）
    - 第3回『麻雀放浪記』（2001年5月28日放送）
    - 第4回『ER 緊急救命室』（2001年6月11日放送）
    - 第5回『誘拐』（2001年7月2日放送）
    - 第6回『父娘の絆』（2001年7月23日放送）
    - 第7回『もう1つのあいのり』（2001年10月29日放送）
    - 第8回『新説・仁義なき戦い 広島死闘篇』（2001年11月26日放送）
    - 第9回『情熱と冷静のあいだ』（2001年12月10日放送）
    - 第10回『Food Battle Club』（2002年1月28日放送）
    - 第11回『ロング・ラブレター 漂流教室』（2002年2月18日放送）
    - 第12回『エンディング・トーク』（2002年3月25日放送）
    - 第13回『GOOD LUCK?』（2003年4月7日放送）
- なんとなくマン（2001年4月30日〜11月5日、馬場、山本、鈴木）
  - なんとなくマン（馬場）、悪役の伯爵（山本）と戦闘員（鈴木）でヒーローショーを披露するが、全体的にやる気の無い内容のコント。
- プロレスラー長州（2001年5月7日〜6月4日、堤下、西野、伊藤）
  - プロレスラー長州（堤下）がカップル（西野、伊藤）の元へ乱入し、2人の楽しみを妨げるコント。
  - タイトル/放送回
    - 第1回『その男 凶暴につき』（2001年5月7日放送）
    - 第2回『結ばれない2人』（2001年5月21日放送）
    - 第3回『愛のドミノ』（2001年6月4日放送）
- 自作ファンレター（2001年5月14日〜6月4日）
  - 楽屋にてメンバーが自作したファンレターを朗読する。
- カジサックくん（2001年6月4日、梶原、馬場、堤下、山本）
  - タイ出身の転校生カジサック（梶原）が不良役の堤下と馬場に絡まれている山本のもとへ現れるが、助けに行かないではけていく。
  - 梶原としては凄くスベってしまい、苦い思い出となる。そこから「ドラゴンクエスト」や「ファイナルファンタジー」などもカジサックという名前でプレイし、現在梶原がやっているYouTubeチャンネル「カジサックの部屋」の名前の由来にもなっている。
- アドベンチャー物語（2001年6月11日〜2002年1月14日、板倉、山本）
  - ポセイドンのライバル店「アドベンチャー」を舞台とした、ポセイドンとは対照的に非常に暗いコント。ポセイドン物語に出演していない板倉と山本の2人が出演。山本が店長(板倉)に相談などを訴えるが店長に冷たく突き放され、山本はポセイドン物語のようなことをしようとするが辞めてしまい、終いには「いいなーポセイドンは!」「一つになってる!」などと締める。
- バカボンド（2001年6月11日〜9月3日、秋山）
  - 漫画『バガボンド』のパロディ。宮本武蔵に扮したバカボンド（秋山）が敵陣へ乗り込むが、木刀を使ったギャグを披露し、そのまま立ち去っていくコント。
  - タイトル/放送回
    - 第1回『バカボンド 放浪者』（2001年6月11日放送）
    - 第2回『バカボンド 檜の宝蔵院編』（2001年6月25日放送）
    - 第3回『バカボンド 柳生死闘編』（2001年7月16日放送）
    - 第4回『バカボンド 吉岡血沫編』（2001年7月30日放送）
    - 第5回『バカボンド 月夜慕情編』（2001年8月13日放送）
    - 第6回『バカボンド おつう慕情編』（2001年8月20日放送）
    - 第7回『バカボンド 放浪の禅僧沢庵編』（2001年9月3日放送）
- Today's Shinjo（2001年6月11日〜8月13日、梶原）
  - 当時メジャーリーガーだった新庄剛志のパロディ。
- 出棺[注 1]（2001年6月18日〜2002年11月23日）
  - 山本扮するお笑い芸人（「荒波一門」という集団に属する芸人たち[注 2]）の葬儀で、故人が得意としていたギャグを参列者が披露するという設定でメンバーが一発ギャグを行う（その際、他の参列者はメンバーが披露した一発ギャグを毎回復唱する）。基本的にギャグを披露するのは1度だけだが、それがイマイチだった場合は秋山から辛辣な言葉でダメ出しされ、もう一度別のギャグを披露する事もあった。毎回喪主は秋山が務めており、最初と締めの一発ギャグは秋山が行うのが恒例となっている。開始当初は秋山のみが一発ギャグを行い、それを他のメンバーが復唱するだけという比較的短めのコントだったが、3回目以降から秋山以外のメンバーも行う事となった。
  - 2002年4月には同コントの公開収録がフジテレビ前の池広場で行われたが、ファンが殺到しすぎて警察の指導により短縮されるという事態が発生している。
  - レギュラー放送が一旦終了していた時期の2002年11月23日に池袋の東京芸術劇場で行われた「はねるのトびらTHE LIVE はねるのトびらで逢いましょう」においてはこのコントがトリで行われ、並行してメンバーである山本に対して大掛かりなドッキリが行われた。
- 県立北高等学校（2001年7月2日〜8月13日・2003年7月28日、塚地）
  - 塚地がクラスメイトに優等生ぶって振る舞うも、担任（板倉）に恥ずかしいものを晒される。
- 世直しバリバリ党（2001年7月16日〜7月30日、塚地、梶原、馬場、西野）
- DAIBARLY HILLS 193.25（2001年7月23日〜8月13日、梶原、馬場）
- NEW THE ROCK★（2001年7月23日〜8月6日、鈴木）
- 不思議の穴（2001年8月6日〜2002年1月28日、塚地、鈴木）
- TOKYOスタイル（2001年8月13日〜2004年2月3日、板倉、西野）
  - 西野の私服のダサさから生まれたコント。カリスマショップ店員・春道さん（板倉）がタレント西野亮廣（西野）に売れ残った商品などを高額で売りつける。
- やまとなでしこ スチュワーデス物語（2001年8月13日〜2002年3月12日、秋山、虻川、伊藤）
- ナポレオン（2001年9月3日〜10月15日、梶原、西野）
- ファンなんです（2001年9月17日〜12月17日、虻川）
  - はねるのトびらの大ファンと自称する新井貴代（虻川）が収録現場に無断で侵入し、メンバーへ迷惑行為を繰り返す。最終的に番組ADを装っていた。
- タカオとサエコ 〜堤下家物語〜（2001年10月15日〜2002年4月22日、板倉、馬場、堤下）
  - 堤下の両親をモデルにしたコント。父のタカオ（板倉）と母のサエコ（馬場）のボケに息子のアツシ（堤下）がツッコミを入れる。
- 格闘漫画家 ゆで・たまご先生（2001年10月15日〜2002年2月4日、塚地、山本、虻川）
  - キン肉マンの作者ゆでたまごのパロディ。ゆで先生（塚地）とたまご先生（山本）とアシスタント（虻川）が新しい超人を考案する。
- Nステーション（2001年10月15日〜11月5日、板倉）
- 太陽にほえなさいよ!（2001年10月29日〜12月17日、塚地、板倉、梶原、秋山、鈴木、堤下）
  - 太陽にほえろ!のパロディ。メンバー全員が主婦の設定。
- グローバルTPS物語（2001年11月19日〜2003年12月15日・2005年10月19日、秋山、虻川、山本、伊藤）
- タモさん家のネコ（2001年11月26日〜2002年3月25日、板倉）
  - 自宅で『笑っていいとも!』を見ているタモリの飼い猫（板倉）が番組内容についてツッコミを入れる。
- カワイイ♥（2001年12月10日〜2005年7月26日、秋山、虻川）
  - 学校のトイレを舞台にした女子高生のナオ（秋山）とカホ（虻川）によるコント。
  - 過去のゲスト: 上戸彩、大地真央、後藤真希、ボビー・オロゴン等
- サラリーマン塚地さんの1発ギャグノススメ（2001年12月31日〜2004年3月16日・2012年9月5日、塚地）
  - 「ポセイドン物語」からの派生。サラリーマン（塚地）がカーテンの裏から現れては、一発ギャグを見せ、そのまま戻るというもの。
- 堤下モノボケシリーズ（2002年1月22日〜2005年11月30日・2012年9月5日、堤下、板倉、馬場、塚地、梶原、一部コントで山本、秋山、虻川、鈴木）
  - 堤下がメンバーが次々と繰り出すモノボケツッコミを入れていくコント。「闘う男〜星野監督では」、阪神タイガースの選手たち[注 3]（板倉、馬場、塚地、梶原、山本(キューバからの助っ人外国人・ヤマライル)）、に監督（当時）の星野仙一（堤下）がツッコミを入れていくコント。後に『FIRE BOYS 〜め組の大吾〜』『ごくせん』など、当時放送されていたドラマのパロディとしてこの形式のコントが続けられたほか、上記の4人に加えて「大家族スペシャル」では虻川が長女役（鈴木もお父さん役で参加しているが、モノボケはしていない）、「春日局」では秋山が加わってモノボケを披露した。
  - コントが行われなくなって以降も、ロケ企画に内包して一連の流れが行われることもあった。2012年3月7日放送回では、THE MANZAI2011の副賞で出演したパンクブーブーがツッコミ役を演じた。
- つかじたいすけ（2002年1月22日〜2004年7月13日、塚地）
- 癒しの伝道師（2002年1月22日〜2月25日、秋山、馬場、山本）
  - ピクミンのパロディ。
- SPカジイ鷹のフィンガーテクニック（2002年2月25日〜6月3日、梶原）
  - 加藤鷹をオマージュしたコント。加藤鷹本人がゲスト出演し、梶&鷹の夢の共演が実現した。
- モンスターズ・インブ（2002年3月25日、梶原、堤下、伊藤）
  - モンスターズ・インクのパロディ。
- ネットアイドル命 MUGA様とおーたむSAN（2002年3月25日〜2003年10月13日、塚地、秋山、伊藤）
  - ネットアイドル夢子（伊藤）の大ファンであるオタク2人（MUGA様＝塚地、おーたむSAN＝秋山）が2ちゃんねる用語などを駆使して盛り上がる。「アキバ系」などといった「おたく」文化が世間一般に広く認知される前からこのコントは行われており、決して世間の流行に便乗して行われた訳ではなかった[注 4]。
  - 基本的に舞台設定はMUGA様の家の部屋の中であり、2人が夢子のライブチャットを鑑賞しながら物語が進行していくのが通例となっているが、1度だけ室内から出て夢子のイベントに2人が参加する設定でコントが行われた事がある[注 5]。また2002年11月23日に池袋の東京芸術劇場で開催されたライブ「はねるのトびらで逢いましょう」内で同コントが披露された際は虻川がMUGA様の妹役として出演している。
  - 夢子が毎回歌うオリジナルソングが評判となり、実際にインディーズでCDデビューしイベントも行った。またDVD第2巻では隠しメニューとして「夢子の部屋」という、夢子の公式オフィシャルサイトが収録されており、ここでは夢子がこれまでコント内で披露した事のある楽曲を視聴できる仕組みとなっている。
  - 2003年の月9ドラマ『いつもふたりで』に塚地・秋山がレギュラー出演し、このコントをベースとしたオタクキャラを演じた。塚地は2006年にドラマ「電車男」でもネット住民を演じている（なお、このコントに深く関わっている訳ではないが同ドラマには梶原もネット住民役で出演している）。
- DV　〜ドメスティックバイオレンス〜（2002年4月23日〜8月20日、馬場、虻川）
  - 彼女（虻川）とヒモの彼氏（馬場）のカップルが食事するが、ビールをかけられたり、ケーキを顔面にぶつけられたり、金銭を持っていかれたりする等、DVとしか思えない光景が立て続くコント。
- 午後マック(2002年6月4日〜2004年7月19日、西野、秋山、馬場）
- 黒族、ピンクハレルヤ物語（2002年9月23日〜2004年2月24日、（黒族）秋山、馬場、梶原、堤下、（ピンクハレルヤ）山本、板倉、塚地）
- 次子（2002年9月23日〜2003年9月1日、梶原、西野）
  - 梶原が母次子のモノマネで西野をいじり倒すコント。
- 格闘女戦士 ガチンコハニー（2002年9月23日〜11月23日、虻川）
  - キューティーハニーのパロディ。虻川扮するハニーが男子レギュラー軍と本気で戦う。ほぼ全敗だが、山本と戦った時だけ一度勝った事がある。
- 徹夜ンアソブ（2003年4月7日〜11月24日、秋山）
  - 当時アニメが放送されていた『ASTRO BOY 鉄腕アトム』のパロディ。シリアスな現場にアトム風のキャラ・アソブ（秋山）が乱入し「遊ぼう」と迫り、断られると様々な独り遊びをする。ゲストとして西田尚美がアソブの妹・ウランを演じた。
- 栞と博のテーマ（2003年4月14日〜2005年1月11日、秋山、山本）
  - 妻の栞（秋山）は夫の博（山本）が自分のことを愛していないと思える行為（二人が初めて手を繋いだ日を忘れる、他の女性と親しく話す、など）を見ると「ありえな〜い、ありえな〜い、にゃにゃにゃにゃ〜い!（その後にはさらに別の言葉がアドリブで挿入される。当初は「ありえな〜い」に近い語感のもの（とまこま〜いなど）だったが次第に自由になっていった[注 6]）」と叫びケーキに頭を突っ込む、皿を食べる、頭に注射器を刺すなどヒステリックな行動を起こし、博が「俺は栞を愛してるんだよ!」「LOVE! 栞〜!」などと宥めるコント。挿入歌は「栞のテーマ」。
  - シリーズ終盤においては栞と博の間に子供が産まれたが、その子供の顔は栞そっくりだった。
  - 栞が柴咲コウに嫉妬するセリフが多かった縁で、2004年1月6日放送では柴咲本人と共演した（コントではなくロケ）。
  - 過去のゲスト: 国分佐智子、須藤理彩等
- ガッテンだい 〜女芸人虻子さん奮闘記〜（2003年4月28日〜9月8日、虻川、伊藤）
  - 全身タイツを着た女芸人・虻子（虻川）が、テレビのグルメリポート番組で共演者のタレント（伊藤）にギャグをパクられ苦悶する。
- 絵モジモジくん（2003年4月28日〜7月21日、板倉）
  - とんねるずのコント『モジモジくん』のパロディ。絵モジ男（板倉）が携帯電話の絵文字について解説する。
- 感動ファクトリーはねるト!（2003年5月5日〜8月11日、板倉）
  - 『感動ファクトリー・すぽると!』のパロディ。板倉がウッチー（内田恭子）風のキャラ「イタッチー（フジテレビアナウンサー）」に扮し、練習中のスポーツ選手を取材し、自分に関するクイズを出したり、ひたすらカメラに映ろうとするなど勘違いキャラを演じる。内田恭子本人もゲスト出演した。
- 悲しい開店 〜ひろし寿司最後の日〜（2003年5月5日、山本）
- ナイチンゲールによろしく（2003年5月12日〜6月2日、虻川、西野）
  - 『ブラックジャックによろしく』のパロディ。看護師虻川が、医師西野に恋をするコント。西野がボケを担当する数少ないコント。
- かぶってごらん(2003年7月7日〜12月9日）
- BOSS（2003年7月7日、虻川、西野）
  - 缶コーヒー「BOSS」のCMパロディ。
- イタカラス カジカラス 〜覆面タッグの舞台裏〜（2003年8月4日〜9月8日、板倉、梶原）
  - 覆面レスラーコンビの控室でのコント。
- エンタの貧乏神様（2003年9月1日〜2005年4月19日）
  - 『エンタの神様』のパロディ。芸人紹介時のナレーターは堤下。
  - メンバーが架空のピン芸人やお笑いコンビ等に扮し独自のネタを披露するが、ほとんどがコンセプト負けの芸風ばかりであり、ネタ終了後には司会者（西野）が芸人に対して一言ツッコミを入れる。
  - 芸人の紹介とネタ披露は本家とほぼ同じ。一方で、ネタの披露時間が異様に短い、司会者が1人、ネタの終了後に司会者が芸人に対してツッコミを入れるという点で本家と異なる。
  - ちなみに、はねトびメンバーの中で本家の『エンタの神様』に出演経験があるのはインパルスとドランクドラゴンのみであり、他の3組は一度も出演した事がない。

- KAJI.ちゃん（2003年9月15日〜2004年2月3日、梶原、西野）
  - KABA.ちゃんのパロディ。フラれて落ち込む男（西野）の前に現れ「だったらオカマになれば」と言う。2003年12月30日のスペシャルでKABA.ちゃん本人と共演。
- こちら裏原宿派出所（2003年10月13日〜2004年11月9日、秋山、塚地、梶原、板倉）
  - 『こちら葛飾区亀有公園前派出所』のパロディー。ギャル男風の若い警官（板倉・梶原）が真面目だが役立たずでむっつりスケベな後輩警官（塚地）をからかい、後からサーファー風の先輩警官・竜さん（秋山）が現れる。
- カレーの唄 〜仲良し母娘のお買い物〜（2003年10月13日、虻川、伊藤、堤下）
  - スーパーに来た母（虻川）と娘（伊藤）が歌いながら材料を揃えるも、会計を通さず店員（堤下）に止められるコント。
- 馬場さん（2003年10月27日〜2006年1月18日、馬場、堤下、塚地（山本））
  - 深夜何度も大学受験に失敗している浪人生（堤下）の住んでいるアパートの前に不良先輩「馬場さん」が毎回車で駆け付け、危険、迷惑になる道具（花火、燻煙式殺虫剤、など）を持ち込んだりして勉強を邪魔しに来るという設定。堤下は当初は馬場さんから「敦」と呼ばれていたが、物語の途中から「うんこマン」とも呼ばれるようになった。また、火曜深夜時代はゲストに風間杜夫演じる「風間先輩」や、本人役として矢口真里などが出演した。ゴールデン進出後は塚地演じる「ウザい後輩」も登場し、舞台設定もアパートの前からコンビニの駐車場へと変更された（コント自体は馬場さんの車の中で進行していく）。山本は、堤下の住むアパートの住人としてまれに出演。後期になると、堤下は大学に合格して友人を作り、馬場さんは東京大学に入学する。
- 世界的ブルースシンガー ヤナギリュウジ（2003年11月10日〜2005年10月19日、秋山）
- 村田さなえ（2003年11月24日〜2005年5月31日、虻川）
  - サークル活動などで盛り上がる大学生の中で、暗いキャラの村田さなえ（虻川）が毎回空気をぶち壊しにする。主な例として「プータロー」という過去に亡くした飼い犬の遺影やお骨を毎回持ち歩いており、事ある毎にそれらを取り出して友人たちを困惑させるなど。飲み物は薄めたブドウジュースしか受け付けないという設定だったが、食物アレルギー患者を揶揄していると苦情があり変更された。
- 哲哉とお父さん（2003年12月1日〜2006年7月19日、秋山、塚地）
  - バツイチ男とその息子の父子家庭という設定で、秋山演じる幼稚園児の哲哉が様々なトラブルを起こし、塚地演じる父親がとばっちりを受けてしまうというもの。伊藤やゲストが演じる美人キャラに父親が惚れるが、スケベな性格がバレて自業自得で返り討ちに逢うというオチが殆どである。モデルは映画『クレイマー、クレイマー』。その他は「電車」、「お葬式」、「旅行」、「デパート」、「結婚披露宴」などがあった。
  - これまでのゲスト: 山田優・木村多江・佐藤江梨子・石川亜沙美・MEGUMI・黒谷友香・滝沢沙織・工藤静香・観月ありさ
- 澪美 〜エレベーターの女〜（2004年2月17日〜11月30日、板倉、西野）
  - 板倉扮するOLが同じ会社のエレベーターに乗り合わせた西野に対して、一方的な妄想に近い言いがかりをつけ、それに困惑する西野を他所にエレベーターから颯爽と去っていくという内容のコント（しかし、扉が閉まった直後は我に返って好意を剥き出しにしたり、腰砕けになる[注 7]事が殆どである）。一度だけ、澪美がロサンゼルスに転勤したという設定で行われた事があるが、そこでも一緒に乗り合わせた外国人に対して西野の時と同じように（ただし会話は全部英語で）言いがかりをつけ、扉が閉まった後は好意を剥き出しにしていた。
  - エキストラとして他のメンバーが澪美、西野の同僚・上司、ビルの業者などで出演していた。
- ブチギレハイスクール 〜荒れる学校教育の対処法〜（2004年4月6日〜2005年9月13日、鈴木、板倉）
  - 生徒が言うことを聞かないことに悩む教員（鈴木）へ校長（板倉）がアルコールを煽り、酩酊状態で学級崩壊した教室での授業へ突入する。鈴木、板倉以外のメンバーが不良生徒役で出演。
- 一緒に暮らそう？（2004年4月6日〜2005年2月1日、虻川、馬場、伊藤）
  - 弟（馬場）が彼女（伊藤）とともに、一人暮らししている姉（虻川）のアパートに乗り込み同棲生活を一方的に始める。姉弟と彼女の3人での共同生活を描くコント。
- チューリップの会（2004年4月6日〜10月26日、秋山、板倉、堤下、西野ほか）
  - とあるアパートの一室内で、「チューリップの会」の秋山代表による放出の儀が行われる、というコント（西野は元々ただの隣室の住人であったが、無理やり連れて来られてそのまま会員にされたという設定）。会の進行役は板倉が行う。放出の儀は会員が悩みを吐露し、それに対して秋山が説法をするというものだが、実際は説法ではなく披露しているのはただの一発ギャグである。直後にその事に対して西野が目の前にいる堤下に疑問を呈するが、すぐにその場にいる全員から「しーーーっ!」と制止される。後半は堤下が板倉にその事を謝罪し、それを聞いた板倉が西野を諭すくだりが追加された。
  - 2004年8月18日には秋山代表による説法CDとコント内で出演者が着用しているものと同デザインのTシャツをセットにした限定BOXが発売された。
- アテネ（北京）に賭ける親子鷹（2004年5月11日〜2005年7月26日、梶原、虻川）
  - アニマル浜口、浜口京子の、アニマル浜口親子のパロディ。梶原がアニマル梶口に、虻川が梶口虻子に扮して、トレーニングとして体を張るチャレンジ系ゲームを行う。2005年7月の「待ちに待ったゴールデンSP」では、本家の2人もそのまま登場して3番勝負を繰り広げた。
- ガリガリ人間キャシャー（2004年7月6日〜7月27日、板倉）
- アイドル誕生? めろんシロップ物語（2004年9月7日〜2004年12月21日、伊藤、虻川）
  - 北陽扮するアイドル「めろんシロップ」がロケ番組のゲスト出演として当初来る予定だった女優の代わりに来たといいテレビ番組に出演するが、あまりの態度の悪さにスタッフ(堤下、板倉)やロケ先の主人(山本)に呆れられほとんどのシーンがカットされる。最後には有名なアイドルの歌を歌い出す。
- 早朝の散歩 秋山森乃進(82)の日課（2004年10月12日〜2005年11月30日、秋山、堤下）
  - 秋山演じる老人・秋山森乃進が早朝にコンビニを徘徊し、店員の堤下に迷惑をかけ立ち去っていくというコント（森乃進は毎回店長を尋ねに来るが、その都度店員である堤下から「この時間帯は店長は出勤しておらずいない」と言い返される）。語尾に「～と、思うよぉ～」とつけるのが口癖となっている。ゴールデン進出直後には研ナオコが森乃進の恋人の老婆役で出演し、ゴルフデートをするというコントを行った。
  - このコントが放送される以前には、森乃進の原型となるキャラクターが出てくる「年金ゾンビ」というコントが放送された事がある。内容は年金を支払わない若者（堤下）に対して秋山を含んだその他のメンバー演ずる老人たちが襲い掛かるというもの。なお、この時点では「秋山森乃進」という名前はまだ存在していなかった。
- 最年少マジシャン 山之上兄弟（2004年10月12日〜10月26日）
- インパルス担当新人マネージャー 板島誠一郎（24）（2004年10月19日〜2005年5月24日、板倉）
- とんちんかんちんシリーズ（2004年11月2日〜2005年8月23日・2007年1月17日、塚地、秋山）
  - 学園祭実行委員
    - 大学4年生の学園祭実行委員でお笑い芸人志望の丸井（塚地）・福島（秋山）が、学園祭ライブに招いた若手芸人（はねトびメンバーが実際のコンビとして演じる）の「お世話係」を務めるが、過剰かつ不要な気遣いや進行上の様々なトラブルで困惑させる。

  - 若手芸人丸さん福ちゃん → 若手芸人とんちんかんちん
    - 大学を中退して弱小芸能プロダクションに入った丸井と福島が「丸さん福ちゃん」として芸人デビュー。コントは全て事務所の一室で展開される。実力が伴わないのに高い理想とプライドを語り合う2人がマネージャー（板倉）に屈辱的な仕事ばかり与えられ逆らえない。さらにヤクザ風の占い師（堤下）に脅迫まがいにコンビ名を「とんちんかんちん」に改名させられるなどひどい扱いを受ける。とんちんかんちんの後輩芸人役で竹中直人が出演した事がある。また、ゴールデン進出直前にはとんちんかんちんによる街ぶらロケ企画が行われた事もあった。

  - 間違いだらけのm1グランプリ
    - 上記のコントが終了してから約1年半後に放送。お笑いコンテストで優勝したとんちんかんちんがインタビューで勘違い発言を連発する（ファンを「信者」と呼び、「おい、俺たちがお笑いだ!」と豪語）。
- 塚リン・オブ・ジョイトイ（2004年11月30日〜2005年5月10日、塚地）
  - インリン・オブ・ジョイトイのパロディ。
- ブサンボマスター （2005年2月8日〜9月20日、塚地、堤下、梶原） →サンボマスターのパロディー
  - 毎回「もしもしお兄さん」と西野（初回のみ山本）に声をかけるや「お兄さんの気持ちはね、痛いほど良くわかるんですよ」と笑い、常に同じ曲（『言いたいことも言えずに』）を歌って西野をどん底に落とし入れようと企む3人組（山本にはなぜか慰めた）。塚地が洪水のごとく汗を流すボーカル&ギター役（モデル:山口隆）、堤下が鼻の下に大きな黒い斑点を持つベース&コーラス役（同:近藤洋一）、梶原が欽ちゃんのような顔をしたドラム&コーラス役（同:木内泰史）といったメンバー構成。本家のサンボマスターをデフォルメしすぎたせいか、放送後に本家サンボマスター及びそのファンから批判や苦情を多々送られていた（詳細は「はねるのトびら」内の「ブサンボマスター騒動」や、「サンボマスター#エピソード」を参照）。
  - タイトル/放送回
    - 第1回『ブサンボマスター〜この世のすべての言えない人たちへ〜』（2005年2月8日放送）
    - 第2回『ブサンボマスター〜この世のすべてのイケメンたちへ〜』（2005年2月15日放送）
    - 第3回『エースストライカー〜イケメンサッカー選手を襲った悲劇〜』（2005年3月1日放送）
    - 第4回『駅 〜この世のすべての恋人がいる人たちへ〜』（2005年3月15日放送）
    - 第5回『ターミナル〜この春旅立つすべての人たちへ〜』（2005年3月29日放送）
    - 第6回『オールスター感謝祭』(2005年5月3日放送)
    - 第7回『勇気ある行動〜言いたいことも言えない大人へ〜』（2005年5月31日放送)
    - 第8回『有名人がよく来るラーメン屋 〜月9ドラマ出演中 西野亮廣の場合〜』(2005年7月19日放送)

  - この他、2005年フジテレビ入社式にも乱入し、新入社員を激励した。2005年8月31日CDデビュー(シングルCDには著作権上「塚地武雅・堤下敦・梶原雄太」と3人の本名がクレジットされている。作詞名義上はM.KONDOとなっているが、プロデューサー・近藤真広の英語表記、作曲・編曲はSHIKAMON)。
  - 2005年9月20日、塚地が目の痛みを訴えたのと、「こんな最低な歌を歌ってしまって、真面目に音楽をやっている人に申し訳ない。」という思いから解散を表明。
- TKさん&デスクさん 秋山美知江と馬場圧子（2005年5月10日〜7月12日、秋山、馬場、伊藤）
- 岡田桜子 〜人事部秘書課〜（2005年5月10日〜8月2日、板倉）
- 火曜日のエンジン（2005年5月17日〜6月28日・2006年7月12日、鈴木）
  - 鈴木がスズタクとなって『エンジン』の名シーンを再現する。鈴木は2006年に放送された「HEROの特別編（スペシャル）」にも警官役で出演。出演時間はかなり長いうえに台詞も結構多い。
  - 水曜日時代にも同様に鈴木がスズタクとなって『HERO』の名シーンを再現する「水曜日のHERO」というコントをやっていた。
- ブタヂエ（2005年10月19日〜11月30日、塚地、伊藤）
  - ゴールデン進出当時の裏番組だった「サルヂエ」（日テレ系）のパロディ。
- ナニワの闘犬 梶田三兄弟物語（2005年10月19日〜11月2日、梶原、馬場、塚地、堤下）
  - 亀田三兄弟のパロディ。梶原が興毅役、馬場が大毅役、塚地が和毅役、堤下が父・史郎役で出演。「アテネ（北京）に賭ける親子鷹」同様に、「亀田式トレーニング」のパロディで、体を張ったゲームをやらされる。
- ネタ見せ レイザーラモンHL（2005年10月19日〜11月2日、虻川）
  - レイザーラモンHGのパロディ（ABUCHANSに挑戦しに来たHG本人の前で、堂々とやっていた）。なお、本家HGもその後実際に「HL（ハードレズビアン）」というキャラを自身の持ちネタとして実行した事がある[1]。
- 夜の水ヒットスタジオ（2005年10月26日〜12月14日）
  - 『夜のヒットスタジオ』のパロディ。毎回一流アーティスト（に扮したメンバーたち）4組がゲスト出演し、持ち歌を披露する。が、勿論普通に歌わせて貰えるはずはなく、司会役の西野の「それではスタンバイの方をお願いします」の合図でつるつるに滑る床[注 8]を渡ってマイクがスタンバイされているセットまで向かわなければならず、更にビリになった1組はスタンドマイク風にアレンジされたシャワーから大量の水を浴びせられながら持ち歌を披露しなければならなかった。
- 改造途中人間キモイダー（2005年10月26日～11月30日、板倉）
- たいぞう衆議院議員（2005年10月26日～11月30日、馬場）
- 水中おしゃれ人間雄太君（2005年11月30日〜2006年1月18日、梶原、伊藤、板倉）
  - 雄太君（梶原）が自宅を模した水槽内で制限時間内に着替え（一旦服を全部脱ぎ、指定のデート服を着用する）を行い、水上に出るというもの。失敗したらその都度やり直しとなる。梶原の恋人役に伊藤、その父親役に板倉も出演。
- 倖田アブ 〜究極のセクシー歌姫現る〜（2006年1月25日、虻川）
  - 倖田來未のパロディ。このキャラはスターだらけの大運動会でも使用していた。
- 新夜王 〜伝説のホスト田原トシヒコ現る〜（2006年2月1日、秋山）
  - 田原俊彦のパロディ。このキャラは、夜の水ヒットスタジオ、スターだらけの大運動会、歌い出しカラオケでも使用していた。
- ボケ年齢チェック（2006年3月1日）
  - もっと脳を鍛える大人のDSトレーニングのパロディ。
- 家庭内プロレス（2006年4月26日〜2007年3月14日、秋山、塚地、西野、板倉）
  - 「ニート（秋山）VS母親（塚地）」をテーマにしたもの。ニート秋山が毎回「あの、すいません〜」と挑発し、母親（塚地）を「な、ななんですって!?」と怒らせる。実況アナウンサー（西野）、「関東家庭大学」板倉教授（板倉）が部屋の壁に空けられた四角い穴で実況・解説をする（BGM:日テレ系スポーツ行進曲）。
  - 2007年1月31日に第1章の最終回を放送。そこでは虻川扮する「虻田ゆりこ」という自立支援施設の先生が登場し、ニート秋山に「くず」などと暴言を放つ虻田を母親塚地が殴り、母子がなぜか仲直りをした。同年3月14日の第2章はその後日談で、ニート秋山がアニメ関係の専門学校に入学する意欲を持つも、母親が息子から離れるのが嫌という理由で学校の入学は却下される一方、板倉教授は著書「されどニート」を刊行し、解説よりも著書の宣伝に専念する結末となった。
- ヤリマスモデル・アブちゃん（2006年4月26日〜7月19日、虻川）
  - 蛯原友里のパロディ。
- 怒れる男 塚ジーコ監督（2006年4月26日〜6月28日、塚地）
  - ジーコのパロディ。
- おじいちゃんといっしょ（2006年5月10日〜10月4日、秋山）
  - NHKの子供番組『おかあさんといっしょ』のパロディ。
  - 後述のコントで登場した老人キャラクター・秋山森乃進が全国の高齢者を対象に「北酒場」にのせ、KAT-TUNの覚え歌を歌う。
  - 歌詞に中丸雄一に関する内容が少ない（もしくは皆無である）一方で、田中聖（当時KAT-TUNのメンバー）が当時坊主頭だったことを過度に強調し、「髪が坊主だということしか覚えられない」というクレームのハガキが来る設定になっている。
- 絶対にマネしないで下さい（2007年2月28日〜2009年9月9日）
  - 各メンバーが、あるトラブルやピンチの場面に出くわし、絶対にマネしない方が良い回避策を披露するオムニバス式のコント。ボケがメンバーそれぞれの完全な即興かは不明だが、タイトルは他人のネタを真似たり、被らせたりするなという意味もこもっている。毎回2〜6人程度のメンバーの演技が放送される。堤下・西野・伊藤はツッコミ役にまわる。
  - 名前の由来はテレビ朝日系列が放送するサッカー日本代表の中継番組のキャッチコピーである「絶対に負けられない戦いが、そこにはある」からでコーナーのCGやロゴもそれを意識させるものとなっている。
これまでの放送
    1. 2007年2月28日 電車（声をかけられたが、その人（堤下）の名前が思い出せないとき）秋山、山本、虻川
    2. 2007年3月14日 教室（入学直後のクラスで自己紹介するとき）梶原、馬場、鈴木、塚地、板倉
    3. 2007年4月11日 地下鉄入口（知らない人（堤下）の後ろ姿を見て、知り合いだと勘違いし頭を叩いてしまったとき）板倉、塚地、秋山、梶原、馬場
    4. 2007年5月23日 エレベーター（大きな音でおならをしてしまったとき）山本、虻川、板倉
    5. 2007年7月4日 教室（教育実習生の自己紹介）塚地、馬場、山本、虻川
    6. 2007年8月8日 会議（重要なプレゼンテーションに遅刻したとき）山本、板倉、秋山、虻川
    7. 2007年9月5日 学校の昇降口（好きな女の子（伊藤）に振られたとき）塚地、梶原、山本、板倉
    8. 2007年10月17日 ホテルのロビー（向こうから全く見覚えがない人（堤下）が自分に向かって手を振るので、立ち上がりそれに応えたら、実は後ろにいた人（西野）に向かってだったとき）馬場、板倉、梶原
    9. 2007年11月28日 家族の団欒（テレビでスパイ映画を見ていたら子供（西野と伊藤）がチャンネルを変え、父親がチャンネルを元に戻したらラブシーンだったとき（チャンネルを変えた時の場面は2006年10月4日放送スターだらけの大運動会で挑戦者は森山未來（本人は鈴木拓）だった）梶原、馬場、山本、板倉、塚地
    10. 2007年12月12日 回転しない寿司屋（通ぶって大将（堤下）を褒めたところ、その寿司のネタの名前を間違えてしまったとき）板倉、虻川、塚地
    11. 2007年12月19日 授業中の教室（授業中に居眠りして担任（堤下）に起こされ、誤魔化したら「先生の言っていたこと言ってみろ」と問い詰められたとき）虻川、塚地、山本、秋山、板倉、梶原
    12. 2008年1月30日 エレベーターホール（エレベーターを降りた後、携帯を操作しながら歩いていたら、透明ガラスにぶつかったとき）板倉、馬場、虻川
    13. 2008年2月6日 会社（仕事が終わり帰宅しようとした際、部長（堤下）に1杯酒を飲まないかと誘われたとき）梶原、山本、鈴木
    14. 2008年2月13日 教室（転校することになった生徒の最後の挨拶）板倉、梶原
    15. 2008年3月12日 合格発表（自分は合格したのに、友達（西野、虻川の時のみ伊藤）が不合格だったとき）塚地、梶原、山本、秋山、虻川
    16. 2008年5月14日 会社の食堂（友人（西野、虻川の時のみ伊藤）と食事中に部長（堤下）の愚痴を言っていたら、当人が後ろにいたとき）虻川、馬場、鈴木、秋山、塚地、梶原
    17. 2008年7月2日 彼女の家での食卓（彼女（伊藤）の父親（堤下）が作った蕎麦を褒めていて、めんつゆも褒めたら、つゆの方は市販だったとき）鈴木、板倉、梶原、塚地
    18. 2008年7月30日 街頭インタビュー（インタビュアーの西野からサブプライムローン問題についての質問をされたが、意味が分からなかったとき）塚地、虻川、秋山
    19. 2008年8月27日 オリンピック（競技終了後の選手へのインタビュー）虻川、塚地、鈴木、梶原、馬場
    20. 2008年10月22日 飛行機の中（出発予定時間に大幅に遅刻して搭乗。案の定他の乗客からにらまれたとき）梶原、虻川、山本
    21. 2008年12月10日 学食（クリスマスを一緒に過ごしていた友人の男女2人（西野と伊藤）が交際している事を知らされ気まずくなったとき）板倉、馬場、虻川、秋山、梶原
    22. 2009年1月21日 フリートークのセット（骨折した塚地に対し励ましのメッセージを送るとき。この回は個人ではなく各グループずつでネタを行った。）西野&梶原、秋山&馬場&山本、鈴木、虻川&伊藤、板倉&堤下
    23. 2009年1月28日 フィギュアスケートのキスアンドクライ（選手の結果が芳しくなかった時のコーチの一言）馬場、山本、虻川、板倉
    24. 2009年2月25日 職員室（不良生徒（堤下）までも受かってこれで全員合格したと思ったら、一人（西野）不合格だったとき）塚地、鈴木、梶原、虻川、馬場、山本、板倉
    25. 2009年9月9日 選挙事務所（当選or落選の議員候補がインタビュアー（西野）に振られた際の勝者or敗戦の弁。後述の「はねトび総選挙」にちなんだテーマ）梶原、板倉、秋山、塚地、虻川、馬場
- 悲しいJK（女子高生）（2008年5月7日〜11月12日、秋山、板倉、山本、塚地）
  - 女子高生に扮した秋山・板倉・山本・塚地が「悲しい○○」（アルファベット2文字）に沿った言葉を発表する。KY語をモチーフに大喜利の要素を持ったコント。番組初期の代表的なコント「カワイイ♥」とほぼ同じセット（学校のトイレ）を使用。
  - 秋山から順に発表していく。発表者が「悲しい○○」といった後にその他の3人が「何、何、何?」と聞き、発表する。
  - 第4回より、窓の外から飛んできた野球ボールに書いてあるお題を使うようになった。それと同時に、お題はボールが飛んできた際に初めて知るため、即興でネタを考える必要があり大喜利の難易度が増した。
これまでの放送
    1. 2008年5月7日 「悲しいKY」
    2. 2008年5月14日 「悲しいTK」
    3. 2008年5月21日 「悲しいMM」
    4. 2008年6月11日 「悲しいBS」
    5. 2008年7月9日 「悲しいNH」
    6. 2008年7月16日 「悲しいGT」
    7. 2008年9月3日 「悲しいKN」
    8. 2008年11月12日 「悲しいSS」
- 受験に役立つエロかしこい講座（2009年1月14日〜2月18日、虻川、板倉、優木まおみ、加藤綾子）
  - 受験で必ず役立つ用語を、日本で2人しかいないエロかしこい講師（虻川と優木）がそれぞれエロかしこいポーズを交えつつ紹介するコーナー。進行役は板倉と加藤アナウンサー。「オシャレ魔女 アブandチェンジ」からの派生。
これまでの放送
    1. 2009年1月14日「保健室編」
    2. 2009年1月21日「体育倉庫編」
    3. 2009年2月18日「スポーツジム編」
- 塚っちゃんスイッチ（2009年2月4日〜7月1日、塚地、松原ここな）
  - 塚地と松原ここな（子役タレント）によるNHK教育テレビの番組『ピタゴラスイッチ』内のコーナー『おとうさんスイッチ』のパロディ。塚地が50音順に一発ギャグを披露する。元々は足を骨折した塚地が治るまでの繋ぎのコーナー。
これまでの放送
    1. 2009年2月4日 「あいうえお」
    2. 2009年2月11日 「かきくけこ」
    3. 2009年2月18日 「さしすせそ」
    4. 2009年3月11日 「たちつてと」
    5. 2009年7月1日 「なにぬねの」
- 東進ハイスクール CMパロディ（2010年7月14日〜2011年3月9日）
  - メンバーが東進ハイスクールの講師に扮して、番組イベントや特番の内容を紹介するコント。今井宏を塚地、志田晶を馬場、安河内哲也を秋山、苑田尚之を板倉、荻野文子を虻川、林修を梶原が演じた。「いつやるか? 今でしょ!」が流行語大賞になったのはこのコントの放送よりも後の2013年であり、林のブレイクのきっかけの1つとなった。
- あるかもしれない世界（2012年6月13日〜6月27日）
  - 番組最末期に3回放送。主に放送当時の時事ネタ（東京スカイツリー完成、中学体育でダンスの授業の必修化など）によって日本のどこかで起きているかもしれない状況を描くオムニバスコント。

## コーナー・企画

### グレーもんどう
出演：全員(キングコング、ロバート以外は途中から)

2001年4月16日放送開始。流木が置かれ、上からランプが吊るされた薄暗いセットの中でメンバーがさまざまな事柄の「グレーゾーン」を掘り下げるトークをするコーナー。最初期はキングコング、ロバートの5人のみだったが途中からドランクドラゴン、インパルスが参加。最終的に北陽も参加し全員集合のコーナーとなった。話す際は必ず中央に置かれたちゃぶ台に乗った自分のコースターにデッサン人形を置くように決まっている。『とぶくすり』における『うのうのだん』の位置づけであり、こちらも初期はナインティナインとよゐこのみ参加のトークコーナーだったが、最終的には他のメンバーも合流する。

### 宇宙戦隊さかさマン
出演：全員

2003年12月〜2004年8月まで放送。3人の宇宙戦隊（メンバー3名）が宙吊り状態で逆さ言葉を読み取り答える企画。答えられたら地球に出動となり、宙吊り状態が解除される。2005年1月の「新春かくし芸大会」でのはねトびチームの演目「逆にスウィングガールズ」の原型となった企画。それはスウィングガールズのパロディーで天井に吊るされた状態で楽曲を演奏する演目であり、審査員から高評価を得た。ゴールデン昇格後も宙吊り状態で行う企画が予定されていたが、事故により消滅に至る。

### ぶっちゃけ
2004年3月〜2005年1月まで放送。 メンバー1人が秘密を自ら告白するトークコーナー。タイトルは「きっかけは、フジテレビ。」のパロディ。

### ABUCHANS
出演：全員

2005年4月26日放送開始。ソフトボールの豪腕投手である虻川からゲストがヒットを打つことができれば、虻川が自腹で100万円を支払う。泣きの一球と引き換えにゲストに罰ゲームを科していた。
守備につくメンバーのエラーにより出塁した場合、メンバー11人のワリカンで100万円を支払うことになっているが、このワリカンルールは未だ適用されたことがない。そのため、2006年1月25日放送分ではピッチャー虻川、キャッチャー堤下以外のメンバーの守備位置を籤で決めるようになった。
ゲスト挑戦者

1. 勝俣州和（2005年4月26日）【泣きの4球目で梶原の痛恨のエラー。特別ルールで梶原が1人で自腹100万円を支払う。】
2. ウエンツ瑛士（2005年5月10日）【ABUCHANS勝利。罰ゲームとしてウエンツから「パチョレック」（元大洋）に改名させられる。応援：小池徹平】
3. 中尾明慶（2005年5月24日）【ABUCHANS勝利。応援：ザ・たっち】
4. 佐々木健介（2005年6月7日）【ABUCHANS勝利。応援：妻・北斗晶】
5. 竹山隆範（カンニング）（2005年6月21日） 【ABUCHANS勝利。応援は入院中の中島忠幸の等身大パネル。】
6. 番外編 ソフトボール日本代表と対決（2005年7月5日） 【メンバー11人がバッターとなる特別ルール。ABUCHANS初の完敗】
7. 石原良純 （2005年7月19日）【ABUCHANS勝利。応援：イワン&ジョン】
8. 石橋貴明（とんねるず） （2005年7月26日のゴールデンSP）【ホームランなら400万円の特別ルール。賞金を放棄した泣きの8球目で板倉がエラーし、髪をバリカンで剃られた】
9. 吉田秀彦（2005年10月19日）【ABUCHANS勝利。敗者・吉田には罰ゲームとして、鈴木からの強制足ツボマッサージ】
10. ボビー・オロゴン（2005年11月9日）【ABUCHANS勝利。応援：ランディ・マッスル。罰ゲームとして、鈴木からの強制足ツボマッサージ。】
11. 中村紀洋（2005年11月23日の2時間SP内にて）【ABUCHANS勝利。「泣きの4球目」もABUCHANSが勝ち、罰として近鉄入団当時のユニフォームを没収】
12. レイザーラモンHG（2005年11月30日）【「泣きの4球目」もABCHANS勝利。罰ゲームとして「新しい波8」出演当時のレイザーラモンのコントをビジョンで放送、HGのキャラになる前の素顔がバラされる。次いでサングラスを西野により一時外される。】
13. 井上聡（次長課長）（2006年1月25日）応援:河本準一【ABUCHANS敗北。平井アナがピッチャー虻川とキャッチャー堤下を除くポジションのくじ引きによる決定を通達。井上に虻川が自腹で100万円を支払う。】

### 新説・幕末 黒船来航にゆれる偉人たち
出演：全員

2005年5月31日放送開始。幕末の志士に扮したメンバーが2組に分かれ（西野は進行役）、与えられた部首で連想した漢字を1人3つずつ発表。誰とも一致しない字を発表してしまうと「不可」がつく。不可を3つ出したチームが負け、あるいはチームの手札が全て無くなった時点で勝ちとなる。負けチームにはペリー艦隊（外国人エキストラ数名）による超強力な放水の罰ゲームが課される。2005年7月26日のゴールデンSPでは、上戸彩とアジャ・コングが、9月13日放送ではウエンツ瑛士・福田沙紀が参加した。
幕末の偉人たち

司会進行
- 徳川慶喜（西野）

西郷組
- 西郷隆盛（塚地）
- 坂本竜馬（秋山）
- 与謝野晶子（伊藤）
- 桂小五郎（堤下）
- 高杉晋作（鈴木）

勝組
- 勝海舟（梶原）
- 板垣退助（板倉）
- 大久保利通（山本）
- 樋口一葉（虻川）
- ジョン万次郎（馬場）

### P-1 GRAND PRIX
2005年9月6日放送開始。ポケットバイク（子供用の免許不要の小型オートバイ）を使ったレース大会。2005年9月6日にゴールデン進出準備プロジェクトとしてメンバーのうち6人が競い、梶原が優勝、板倉が準優勝した。ゴールデン進出後は梶原・板倉とゲストの対戦が行われた。実況は田中大貴アナウンサー。指導・解説は志賀真一郎（ミニバイクのトップレーサー）。
1. 2005年9月6日（二人ずつのトーナメント戦） 優勝：梶原 準優勝：板倉 準決勝敗退：堤下・馬場 準々決勝敗退：西野・塚地（棄権）
2. 2005年10月26日 1位：梶原 2位：ヒロミ 3位：板倉
3. 2005年11月23日 1位：ヒロミ 2位：梶原
4. 2005年12月14日 - 前回の罰ゲームでスカイダイビングを行った（P-1のPはパラシュートのPという名目）。スピード降下対決でヒロミが梶原に勝利（ヒロミはライセンスを持っていたため圧勝だった）。
5. 2006年2月1日 - 1位：梶原 2位：アンガールズ・田中卓志（梶原が負けるか、勝ってもレース内容が面白くなければコーナー廃止という条件の上、田中に120mのハンデがあった。ハンデの距離は、応援の山根良顕の走高跳により決定。白熱したレースを繰り広げ、結果的に梶原が数センチの差で勝利したためコーナー廃止は免れた。しかし番組自体の方向転換でこれが最後に）

### イタッチーが行く!
出演：板倉、堤下

2005年10月19日放送開始。2003年のコント「感動ファクトリーはねるト!」で登場した、板倉演じる「イタッチー（フジテレビアナウンサー）」（内田恭子のインスパイヤ）が、ドラマ収録現場などを訪れインタビューを行う。3.からは堤下が「新人ADアツシくん（「スターだらけの大運動会」になってからは「新人」の肩書きがない）」として登場。
1. 「危険なアネキ」の伊東美咲・高嶋政伸（2005年10月19日放送）
2. 「鬼嫁日記」の永井大・滝沢沙織（2005年10月26日放送）
3. 佐渡ケ嶽部屋の琴欧洲勝紀・琴光喜啓司（2005年11月9日放送）
4. クリスマス「HOT☆FANTASY ODAIBA」Dr.スズの足裏出張診断（2006年1月18日放送）
5. 高砂部屋の朝青龍明徳（2006年2月1日放送）
6. 韓流スターのパク・ヨンハ（2006年3月1日放送）
噂を聞きつけ「ライブで共演したい!」という有名歌手!?（TUBUのまえだ（梶原）・玉置コージ（塚地）・倖田アブ（虻川））、さらに母国からちぇ・ほんまん(馬場)も登場。
7. 高速スピン体験マシーンに挑戦（2006年3月8日放送）
6.の共演者が高速回転スピン体験マシーンに挑戦。
8. 「スターだらけの出張緊急企画」映画海猿の伊藤英明・加藤あい・佐藤隆太・浅見れいな（2006年5月17日放送）
6.の共演者がフジテレビの砧スタジオを飛び出して、東宝に到着し、映画「LIMIT OF LOVE 海猿」の出演者が、映画宣伝を懸けて風船割りゲーム、ゴールシュートゲーム、ポスター貼りなどで対決。海猿の出演者が負けたため、初日舞台挨拶でネタをやらされた。

### はねトび正座大運動会
出演：全員

2005年11月2日放送開始。メンバー11人全員が1人ずつ15分正座した後、競技に挑戦する。フライングした走者は即失格となる。毎回トリを務める塚地は太っているせいで正座をすると人一倍足が痺れて毎回最下位である。
第4回を最後に暫く行われていなかったが、ゴールデンタイム放送5周年を記念して2009年11月11日放送回にて「あぐらをかかずに初心にかえる」という意味で「帰ってきたはねトび正座大運動会」と題し約3年8か月ぶりに復活した。なお、この回においてはゲストとして吉村崇（平成ノブシコブシ）が登場し、メンバーを鼓舞するべく共に競技に参加した（堤下のみこの収録前に古傷の膝を手術して療養中だったため競技には不参加であった）。なお吉村は最後に競技に参加したが、競技中にこれまではねトびメンバーがとった全てのリアクションを行うという暴挙に出たため、メンバーから顰蹙を買っていた。
競技

- 第1回目（2005年11月1日）「30m走」
- 第2回目（2005年11月23日）「ハードル走」
- 第3回目（2006年2月1日）「走り幅跳び」
- 第4回目（2006年3月8日）「20mスピードスケート」
- 第5回目（2009年11月11日）「30m走」（2回目）

### 走れオーケストラン
出演：全員

2005年11月23日放送開始。当初はかくし芸の演目を派生させた「逆にスウィングガールズ」を予定していたが、収録中に事故が発生した為、その代替企画として登場。5台の巨大ベルトコンベアに、女装したメンバー（西野のみ教師）がパート別に横一列に乗り、走りながら曲を演奏する。2回目までは誰かがミスをするとミスをした人の乗っているベルトコンベア以外は止まり、ミスをした人は流されて後ろの粉のプールに落とされて粉まみれにされたが、3回目以降は完奏するまでベルトコンベアは止まらず、失敗後のトークも走ったままで行い、ベルトコンベアの後ろも普通のマットになった。肺活量が必要な管楽器を演奏しながらかなりの距離を走るためメンバーはかなり体力を消耗する。毎日10キロ走っている西野や運動神経に優れた梶原は肺活量が必要ないピアノ、ドラム担当で持っているものも軽い（梶原はドラムスティックのみ、西野に至っては手ぶらである）ため他のメンバーに比べ余裕があるが、逆に塚地はかなりきついようでネタにされることも多い。
各自のパート分け
1. キーボード - 西野
2. ドラム - 梶原
3. ベース - 堤下
4. トランペット - 虻川・秋山・馬場
5. サックス - 伊藤・板倉・山本
6. トロンボーン - 塚地・鈴木

これまでに演奏した曲
- 歓喜の歌（ベートーヴェン交響曲第9番）
- マンボNo.5
- バレンタイン・キッス

ほか

### ハッピーバレバレタインデー
男子メンバーの女装の美しさを競う企画。2006年2月8日に放送枠全てを使って放送し、番組初の視聴率15%超を記録したことから、同年4月19日の2時間スペシャルのメイン企画として第2弾が放送された。
MCの北陽が男子メンバーに女性の気持ちを分かっていないとダメ出しするところから始まり、男子メンバーに自分がなりたい女装をさせる。男性有名人に一斉にチョコレートを渡して選択してもらうことで女性の気持ちを理解させようというもの。最後まで選ばれなかったメンバーには、プチ整形（一時的なもの）が施される。
1. 2006年2月8日放送
  - ゲストは谷原章介、藤木直人、黄川田将也、パンツェッタ・ジローラモ、東幹久の5名。選ばれなかったのは板倉で、一重まぶたにプチ整形された。
2. 2006年4月19日放送
  - 2時間スペシャルにて放送。ゲストは坂口憲二、小池徹平、伊藤英明、佐藤隆太、中村紀洋、清原和博、ジャン・レノ、上戸彩、上原美佐。
  - 梶原の病気の悪化による途中棄権により、芸人のゲスト（レギュラー、徳井義実（チュートリアル）、アンタッチャブル、アンガールズ、カンニング竹山）がスポット参戦した。
  - マスコミ対応がシビアなジャン・レノは女装メンバー一人しか面会できないことになり、北陽と女装をやめた西野がインタビューをし、女装メンバーを一人登場させ気に入ってもらえたら次々呼ぶ方針を採ることに。山崎弘也が訪問するも、山崎の不手際からレノが自ら退席するという事態に。
  - 最終的に選ばれなかったのは鈴木で、顔の半分だけ埋没法を施した。

### 音楽室の放課後
出演：塚地、山本、梶原、馬場、虻川、堤下

2006年5月10日放送開始。虻川・堤下・馬場が音楽室の掃除当番を務めているとき、一人だけ掃除せずにピアノを演奏している馬場が曲の末尾4-5音の音階をド忘れする。そこで堤下の提案で額縁から顔を出している有名音楽家に扮した塚地（ベートーベン）・山本（モーツァルト）・梶原（瀧廉太郎）の3人がその音階を当ててもらうことにする。ハズれた音楽家は罰として、虻川から汚水で濡らしたモップや雑巾、大量の粉のついた黒板消しを顔に当てられる。
放送内容
1. 2006年5月10日
2. 2006年5月17日
3. 2006年6月14日 ゲスト:香田晋
4. 2006年10月18日 ゲスト:高橋ジョージ

これまでの曲
- ぞうさん(童謡)
- 香田晋が出演していたエバラ「からあげの素」のテーマ曲「フニクリ・フニクラ」
- 「赤とんぼ」
- 「笑っていいとも!」テーマ曲（ウキウキWATCHING）
- 「Beyond the Sunset」（「FNNスーパーニュースアンカー」（関西テレビ制作））のテーマ曲
- 「犬のおまわりさん」(童謡)

### スターだらけの大運動会
出演：板倉、堤下、塚地、虻川、馬場、秋山、伊藤、梶原、鈴木、山本

### オシャレ魔女 アブandチェンジ
出演：虻川、伊藤、西野、梶原、堤下、板倉

### 回転SUSHI
出演：西野、塚地、板倉、虻川、梶原、秋山

### ほぼ100円ショップ
出演：梶原、馬場、塚地、堤下、秋山、板倉、虻川、伊藤

### ギリギリッス
出演：梶原、塚地、板倉、虻川、伊藤、堤下、鈴木

### GENRYO倶楽部
出演：秋山、塚地、山本、梶原

2006年10月21日放送開始。「原料を考えながら減量するクイズ」。トレーニングジムでエアロバイクを漕ぐ塚美（塚地）・梶子（梶原）・山香（山本）の3人にトレーナーのセリーヌ秋山（秋山）があるものの原料を見せる。3人は手触り（なぜか山香は触らせてもらえない）やヒントをもとに何の原料かを秋山に耳打ちで答える。答える前にはセリーヌがそばにあるボタンを押し『MANIAC』（歌：マイケル・センベロ 映画『フラッシュダンス』挿入歌)に合わせて独創的なダンス（ダンシングタイム）を踊る。2007年2月7日放送からはその間エアロバイクの回転速度が速められる。セリーヌ曰く「業者の人がやって来て自分がダンス踊っている間も速めるように」と言ったらしい。それ以外のときでも「セリーヌの気まぐれ」でいきなり踊り出す事もある。
正解すると減量終了となり、エアロバイクから降り、セリーヌが正解者と一緒に踊るのだが、間違うとエアロバイクの回転が速められる。2007年2月7日放送以降では不正解の罰は廃止、誰かが正解すると残りの人の回転が早められる仕組みになった。2人正解したら終了（同時に正解した場合は誰も残らない）。塚美はこのクイズを非常に苦手としており、最後まで残らされてかなり体力を消耗してしまうのがお約束である。紹介テロップは「GENRYOメモ」。
1. 2006年10月25日 コンタクトレンズ -塚美のみ最後まで答えられず。
2. 2006年11月29日 マジックインキのペン先 -第1回と同上。
3. 2007年1月17日 ピンポン玉 -第1回と同上。
4. 2007年2月7日 鉛筆 -第1回と同上。
5. 2007年2月21日 パチンコの玉 -第1回と同上。
6. 2007年3月14日  ペットボトル -梶子のみ正解。

### 反省無用 ぬるま湯温泉
出演：板倉、伊藤、鈴木

2006年11月29日放送開始。絶対熱くならない混浴『ぬるま湯温泉』で、板倉扮する「ぬる神様」に実際に抱えている悩みを相談する。冒頭では伊藤と鈴木が仕事に関するリアルな愚痴をこぼす。そこに（原則）他のはねトびメンバーの1人が静かに入り鈴木がぬる神様を紹介し仕事やプライベートなどの悩みを相談する。生々しい相談ではないがリアルではあるため板倉は半ば笑いながら軽く答えている。口癖は、「いいんじゃない!別に」。 2007年2月7日放送分を除きこのコーナーは番組の最後に放送されていた。
1. 2006年11月29日 塚地（相方の鈴木がネタでスベること）
2. 2007年1月31日 山本（自分が馬場の妹を好きなこと）
3. 2007年2月7日 虻川（東北地方ローカルのラジオ番組の生電話企画でリスナーから電話が来ずサクラのスタッフが電話してきたこと）
4. 2007年2月21日 堤下（薄毛の悩み）
5. 2007年4月25日 塚地（堤下がJJのモデルと交際していることへの嫉妬）
6. 2007年5月23日 堤下（自分の母親がプチ整形をしていること）
7. 2007年7月4日 西野（梶原が無くした大事な腕時計を自分の弟に勝手にあげてしまったこと）
8. 2007年8月8日 梶原（山本とのゲームでイカサマをして食事代を何回もおごらせたこと）
9. 2007年9月5日 秋山（父親に関する悩み）
10. 2007年11月28日 馬場（秋山がドラマに出演していて完全休み状態になった時に、2日間だけカラオケ屋でアルバイトをしたこと）
11. 2008年1月16日 キングコング（M-1グランプリで優勝できなかったこと）
12. 2008年1月30日 堤下（モデルとの破局についてのコメント。1月中旬に2人で熱海に出掛け、旅先で彼女から一方的に「別れるから」と告げられ、「号泣しました」と振り返った。最後に「できれば、もう1度話し合いたい」と訴えたが、直後のテロップで、収録の4日後に彼女の方から破局を発表した旨が明かされた）
13. 2008年2月6日 虻川（男性とデートができないこと）
14. 2008年5月14日 初のゲスト:田中卓志（アンガールズ）（山本と鈴木が居酒屋（沖縄料理）に行った時に目の前でケンカしたこと（後に山本も入ったが、山本と鈴木はその場でも揉めた）。後に悲愴感に発展）
15. 2008年5月21日 西野（モデルとの破局を報告）
16. 2008年10月15日 ロバート・バナナマン・TKO（キングオブコント2008で優勝を逃した3組が湯に顔をつけて悔しい心境を叫ぶ）
17. 2008年10月22日 堤下（スピード違反で検挙されたことを謝罪。堤下の母も登場）
18. 2009年5月20日 馬場（ほぼ100円ショップをクビになったこと）
19. 2009年10月21日 東京03（キングオブコント2009で優勝したものの、トークに自信がないこと）

#### 熱々温泉
ぬるま湯温泉と同じセットで行う派生企画。出演者同士が熱いケンカを繰り広げる。
1. 2008年6月11日 山本・鈴木のケンカ（同年5月14日放送）の続き。再びアンガールズ田中、さらに山本・鈴木・田中の母親が登場。悲愴感誕生のきっかけとなる。
2. 2009年2月18日 ザ・たっち（同年1月28日放送「ザ・ウラモネア」の続き）

### 実録スケバン物語 虻川先輩の呼び出し
出演：虻川、伊藤、西野、梶原、馬場、塚地、板倉
2007年3月14日放送開始。虻川が「虻川先輩」に扮し、今気に入らない後輩芸人や、はねトびメンバーに向かってダメ出しするというもの。伊藤は裏番長の伊藤先輩、後のメンバーは後輩不良生徒（西野は普通の後輩）の設定で、学生服を着崩して着用している。
- これまでの放送

1. ハリセンボン（2007年3月14日） - 虻川とハリセンボン2人の顔にシリコンの糸を巻きつけ、どちらがすごい顔かを見た。
2. 塚地武雅（ドランクドラゴン）（2007年5月9日） - 塚地が2007年の夏に10年ぶりに復活するドラマ「裸の大将」で主役である山下清役に決まり、役作りのために丸刈りにしている姿を見て、芸人としてどう思うかを見る企画。芸人としての姿を見せるため相方の鈴木が丸刈りになり、それを見た塚地は対抗する為に自らの眉毛を剃り落とした。
3. 梶原雄太（キングコング）（2007年6月20日） - 堤下、秋山、山本、鈴木も出演。できちゃった結婚で再婚が決まった梶原へのドッキリ。交際中に撮った恥ずかしい写真やエピソード（再現VTR）を公開され、さらには夫人がウェディングドレス姿で登場し、梶原に対する不満を露わにした。最後は秋山が神父役となり、2人にキスをさせた。
4. 柳原可奈子（2007年8月22日） - デパートの店員のモノマネや、ほぼ100円ショップで深田恭子が購入した泥酔状態体験メガネを使ったイス取りゲームなどで対決をした。また、柳原は深夜時代のはねトびの公開コントを見て、芸人を志した事も明かした。
5. 2007年日本女子バレーボール代表（2007年10月31日）- 虻川やメンバーがレシーブ・トスを行った。
6. AKB48（2008年1月23日） - 虻川と伊藤がAKB48に交じって「会いたかった」を歌った。
7. 榎並大二郎、加藤綾子、椿原慶子（フジテレビアナウンサー、2008年5月28日） - 新人アナ（放送当時）の3人の社内報の挨拶や好きな食べ物などをいじる。虻川が椿原、榎並とソフトボールで対決。
8. 能瀬三姉妹（能世あんな、えれな、香里奈）（2008年9月10日）
9. 立本信吾、福井慶仁、松村未央、山中章子（フジテレビアナウンサー、2009年6月24日）

#### 実録ツッパリ双子 悪たっちの呼び出し
2009年3月4日放送開始。「虻川先輩」の派生企画。「ザ・ウラモネア」（後述）で過去の悪態を暴露されたザ・たっちが、キャラがかぶっていると思う人気芸人を呼びつける。
1. 2009年3月4日- 同じ栃木県出身のU字工事を呼び出し、どっちが栃木を愛しているか対決した。
2. 2009年5月27日-同じ兄弟芸人としてまえだまえだ を呼び出し、どっちがかわいいかを対決した。

### 短縮鉄道の夜
出演：西野、塚地、板倉、鈴木、秋山

### 豚地クリニック
出演：塚地、堤下、伊藤、西野

2007年4月25日放送開始。塚地が院長を務める芸能人御用達の診療所「豚地クリニック」を舞台に、過激なダイエットブームを風刺するドラマ風コーナー。
多忙で体調が悪く医院を訪れる設定の女優ゲストが1名登場し、西野が同伴するマネージャー役、堤下と伊藤が甘い物好きな看護師役で出演。毎回堤下が腹を露出しゲストを引かせる。問診ではゲストが番宣する作品を挙げた上で過労や体調不良を訴えるのに対し塚地がお菓子に絡めたジョークで返したのち「ヤセボリック症候群」「ヤセフルエンザ」などと診断しては甘い物を勧める。診断後は、治療として医療器具を模したお菓子や、スイーツで作られた健康器具が登場しゲストに執拗に奨めるが、院長・看護師が甘いものが大好きなあまりがぶり付いてしまう。
その後に体重測定や肺活量測定を行うが、ゲストが測定時「治療前」はほとんど動かないように設定されてある。極端な結果に西野が抗議するのに対し、「平均的な女性」として伊藤が抜き打ちで実演させられるが、その際は実際に測定できる設定となっており世間の女性に勇気を与える結果を打ち出される。最終的にしつこく処方される「かき氷シロップ」などの甘いものを口にしたあとにゲストが改めて肺活量や体重を測ると、体調が極端に回復したらしく装置の容量を大幅に振り切り、装置から砂糖水や炭酸ガスが噴き出すオチで締め括られる。実在する病名をパロディにするため、コーナーの最後には「このドラマはフィクションです」の旨のテロップが表示される。
- これまでのゲストと検査方法

1. 2007年4月25日 本上まなみ 飲み薬（かき氷シロップ）
2. 2007年6月13日 山田優　飲み薬（かき氷シロップ）、視力検査（ドーナツ）
3. 2007年7月11日 佐藤江梨子 綿飴の脱脂綿、ウエスト計測（ガムのメジャー）、聴力検査（ヘッドホンが饅頭）、チュロス体前屈
4. 2007年8月29日 水川あさみ ソフトクリーム点滴、反復チョコ跳び
5. 2007年10月24日 MEGUMI 綿飴のマスク、冷却シート（ういろう）、クレープの血圧計
6. 2007年12月19日 加藤ローサ 予防接シュ（シュークリーム）、ベンチプレス（バウムクーヘン）
7. 2008年2月13日 滝沢沙織 バニラアイスの舌圧子、垂直チョコ跳び、ブタージ・デブート・キャンディー（ビリーズ・ブート・キャンプのパロディ）

### 熱血虻川先生の朗読の時間
出演：全員
2007年9月12日放送開始。男勝りの熱血新人国語教師に扮した虻川(2007年7月4日・8月15日（未公開シーン）の『絶対にマネしないでください』のキャラ)と、虻川以外（ただし、コーナー開始当初は虻川も参加）の10人の生徒役のはねトびメンバー全員が（西野→塚地→馬場→山本→秋山→梶原→板倉→伊藤→鈴木→堤下→西野→…の順）、感情を込めて朗読をするコーナーである。一人が朗読するのは句点（。）がある所まで。会話文でも句点がなければ（〜」のような終わりの鍵括弧部分など）次の会話文や地の文まで読むことになる為、稀に一人の読む内容が膨大になることがある。コーナーBGMは『ドレミの歌』のオーケストラ版。
感情を込めていなかったり、読んでる途中で噛んだり、読み間違えたり、読むべき文章を間違えたりした場合は、机に仕込まれたランチャーから白いチョークが飛んでくる罰がある（虻川曰く「作者の怒り」）。チョークの罰のほかにも、虻川がメンバーに勝手に生徒の設定の無茶振り、気合が足りないとみなし「気合入れ」（虻川が言った「せいやっ!せいやっ!聖闘士星矢!!」等の寒いギャグをリピートさせられ、放送上は虻川の部分がカットされて生徒が自ら寒いギャグを言ったような演出で流される）などを行う場合がある。
- これまでの朗読本

1. 「東京タワー 〜オカンとボクと、時々、オトン〜」リリー・フランキー（2007年9月12日）
2. 「坊ちゃん」夏目漱石（2007年10月17日）
3. 「走れメロス」太宰治（2007年11月14日）
4. 「雪国」川端康成（2007年12月12日）
5. 「吾輩は猫である」夏目漱石（2008年3月5日）
6. 「銀河鉄道の夜」宮沢賢治（2008年4月23日）
7. 「赤毛のアン」L・M・モンゴメリ（2008年5月21日）
8. 「三四郎」夏目漱石（2008年6月11日）

### 悩めるお母さんたちの教えて神父さん
出演：秋山、西野、板倉、虻川、梶原、馬場
2007年10月31日放送開始。ポセイドン物語のキャラクター「秋山神父」が女性視聴者の悩みを解決するという触れ込みで、実際は秋山が体を張った実験を強要されるコーナー。西野(MC)・板倉・虻川・梶原・馬場がシスター役で出演。
1. 2007年10月31日 床に枕を置き、手を使わずに前に倒れ、顔で受け止める。
2. 2007年12月19日 床に畳を置き、逆立ちした後、背中から倒れる。
3. 2008年1月30日 椅子の上に立ち、バランスボールにジャンプする。
4. 2008年4月16日 床に置いたトンボの刃の部分に乗り、柄を真剣白羽取り。
5. 2008年7月2日 秋山の彼女から届いた相談ハガキにより、ポリバケツの淵にジャンプ。
6. 2008年10月22日 再び秋山の彼女の投稿で、スーパーボールを壁にぶつけて口でキャッチ。
7. 2008年12月17日 スケートボードの上で側転／積み重ねたスケートボードを跳び箱のように跳ぶ。
8. 2009年2月4日 背中につけた風船をベルトで割る。

### オクテ克服企画
出演：塚地ほか
塚地を中心とした恋愛に奥手な芸人たちを𠮟咤激励するという趣旨のシリーズ。
- 塚地クリニックへようこそ（2008年5月20日、6月18日）
  - 「豚地クリニック」などで女優を相手にすると照れて目も合わせられない塚地を治療する企画。梶原がMC、板倉・堤下・虻川が出演。
  - 第1回（2008年5月20日）は、女性に慣れるための「ステップ1」としてニューハーフタレントのはるな愛を相手にラブシーンのミニドラマを演じたが、照れてまともな演技ができず。
  - 第2回（2008年6月18日）は、はるな愛に加えて「ステップ0」としてクリス松村（おネエキャラだが外見は男）が登場。はるなを相手に前回より過激なミニドラマを演じ、塚地が目を閉じている間にクリスに唇を奪われてステップ0はクリアした事になった。
- オクテだらけの水泳大会（2008年7月23日）
  - 「塚地クリニック」を発展させたもの。女性に接するのが苦手な奥手芸人（塚地、岩尾望（フットボールアワー）、福田充徳（チュートリアル）、山田ルイ53世（髭男爵））が、水着ギャルから電話をかけてもらう権利を懸けて大磯ロングビーチで各種競技を行った。塚地が優勝。
- オクテだらけの大運動会（2008年10月22日）
  - 塚地、岩尾、春日俊彰（オードリー）、田中卓志（アンガールズ）が陸上競技を行った。チアガールの中から好みの女性の指名権を巡って醜い争いを繰り広げた。岩尾が優勝したが、意中の女性がMCの梶原に告白したため自転車2人乗りのご褒美を放棄し、傷心のあまり逃走した。
- はねトび版もしドラ！ 〜もしもドランクドラゴン塚地武雅がAKB48前田敦子と峯岸みなみと共演したら〜(2011年6月18日)
  - 塚地が野球部のレギュラーに扮し、「もし高校野球の女子マネージャーがドラッカーの『マネジメント』を読んだら」のシチュエーションで前田・峯岸と共演する。シーン中にイヤらしい考えをした際には撮影中断の指示をされる。

### 悲愴感
出演：山本、鈴木、田中卓志（アンガールズ）ほか
2008年7月 - 9月放送。悲愴感を参照。

### ザ・ウラモネア
出演：全員
2008年11月5日放送開始。TBS『ザ・イロモネア』のセットや進行形式などを詳細に再現したパロディ。板倉と梶原がMC。ゲストの芸人がはねトびメンバー1名の暴露ネタを用意して挑み、審査員（＝裏側を暴露される本人を無作為に選んだかのように指名する）が1分以内にリアクションすれば成功。これを3回行うとクリアとなる。但しプライベートなどを暴露する事が目的であるため、ネタが途中で終わってもMCの判断により全ての暴露が続行される。ナレーションは吉水孝宏。当初は、はねトびメンバーが審査員であったが、第5回以降は挑戦者に対するドッキリで、当初挑戦者として登場したゲストが審査員に当てられ、後に真の挑戦者が登場する。審査員を決める際には一応「番号がルーレットのように切り替わり、客席を全体的にカメラで映す」という本家通りの演出が行われるものの、審査員は必ず挑戦者が暴露ネタをあらかじめ用意していた本人となる。また、本家とは違い、審査員は挑戦芸人・審査員本人も含めた会場中全員に知らされた状態となる。
1. 2008年11月5日- 松雪オラキオ（弾丸ジャッキー） 審査員：堤下
2. 2008年11月19日- くわばたりえ（クワバタオハラ）、いとうあさこ 審査員：虻川
3. 2008年11月26日- 山崎弘也（アンタッチャブル） 審査員：塚地
4. 2009年1月21日- 庄司智春（品川庄司） 審査員：秋山
5. 2009年1月28日- 設楽統（バナナマン） 審査員：ザ・たっち（2人であるが審査員としての画面は1つであり、どちらかがリアクションすればクリア）
6. 2009年4月22日-矢作兼（おぎやはぎ）、山崎弘也（アンタッチャブル） 審査員：有田哲平（くりぃむしちゅー）
7. 2009年7月22日- デンジャラス（ノッチ、安田和博） 審査員：有吉弘行（まずデンジャラスが挑戦者として普通に登場し、有吉は自分が真の挑戦者と知らされ裏で待機していたが、実は有吉が真の審査員という「逆ドッキリ」であった）
8. 2009年9月16日- バカリズム 審査員：日村勇紀（バナナマン）（なお、相方の設楽は仕掛け人として日村と一緒に登場、挑戦時はメンバーとともに見届け人となっていた）
9. 2009年11月11日- 宮川大輔 審査員：宮迫博之（雨上がり決死隊）
10. 2009年11月18日-宮迫博之 審査員:宮川大輔（宮川の暴露話に憤慨した宮迫が、自分も宮川の暴露話を持っていると急遽実施された、攻守交替した逆襲バージョン）

### 大物芸人 ゼロ師匠
出演：伊藤、梶原、板倉、虻川、鈴木

2009年1月21日放送開始。笑いの実力・センス等がゼロの「ゼロ師匠」（伊藤）が梶原、板倉、虻川、鈴木と共にお笑い芸人をアポなし訪問し、小道具ギャグなどを次々に行いターゲットの芸人に突っ込んでもらう。その突っ込みをことごとく亡き者にする「ゼロ振り」はむちゃぶりとは違った趣きをなす。またメイク・衣装・小道具はすべて伊藤発案で行っている。
1. 2009年1月21日 堤下・衣装「八百屋のおばさん」
2. 2009年1月28日 フットボールアワー（後藤輝基がツッコミを担当）・衣装「座敷わらし」
3. 2009年2月18日 宮迫博之・衣装「ジェントルマン」
4. 2009年3月11日 ブラックマヨネーズ・衣装「雪だるま」
5. 2009年5月13日 近藤春菜（ハリセンボン）・衣装「サラリーマン」

- 番外編（2009年11月25日） 「ザ・ウラモネア」でバカリズムが「伊藤で笑ったことがない」と酷評したことから、バカリズムにリベンジするため伊藤が4種類の扮装で笑わせようとした。

### 女芸人手作りバトル
出演：虻川、伊藤、いとうあさこ、エド・はるみ、はるな愛 他

#### 母の日特別企画 手作りお弁当対決
母の日前後の2010年5月12日、2011年5月18日に放送。男性芸人の母親が、学生時代に学校へ持たせていたお弁当を再現し披露する。その弁当を「女芸人手作りバトル」とは対照に女性ゲストのもとを廻り、一番美味しかった弁当を選んでもらう企画。進行は北陽。
お弁当は、子どもの好き嫌いや職業・経済的な事情もリアルに再現しているが、冷凍食品や缶詰を多用したお弁当は「愛情がない」などとみなし、最下位候補として批判や揶揄される演出が施されており、放送当時より物議を醸した。2011年5月18日放送回では、最下位となった田中卓志（アンガールズ）がそれに対して猛反論し、看護師の三交代制で多忙な中で毎日弁当を作り続けた母親を庇う姿が注目された。

### ファーストレディ 虻山みゆき
出演：虻川、西野、山本
2009年10月28日放送開始。虻川がモノマネを持ちネタにしている鳩山幸のパロディ。首相夫人として日々の公務で“友愛”活動を謳っているが、ペットの犬としか戯れていないところを、秘書に扮する西野と山本に見咎められ、もっとたくさんの動物達とのふれあいや、他にも様々な“友愛”活動を行なうべく、虻川本人が嫌がるのも構わず強引に屋外ロケに連れ出されていく（虻川にはロケ内容は知らされていない）。
1. 2009年10月28日 犬以外の動物と友愛編 ロケ地：市原ぞうの国
2. 2009年11月25日 海の動物と友愛編 ロケ地：エプソン品川アクアスタジアム
3. 2010年2月17日 競輪と友愛編 ロケ地：日本競輪学校
4. 2010年3月10日・4月7日 ボクシングと友愛編 ロケ地：山木ボクシングジム -後述のプロポーズ大作戦へ発展。

### やや嵐
出演：秋山、堤下、山本、梶原、塚地
2009年11月25日放送開始。新人アイドル・やや嵐（りーだー（秋山）、さくらみした（堤下）、やまば（山本）、かじのみや（梶原）、つかじゅん（塚地））がゲストと共に、さまざまな企画を行う。しかし、かっこ悪い、気持ち悪いなどのコメントを発すると、必ずトラブルがおきてしまうのがお決まりの展開。やや嵐として本家・嵐との共演はなかったものの、2010年7月14日放送の「ほぼ100円ショップ」に松本潤が来店した際には、演じた塚地に対して「俺あんな濃いスか?」とコメントした。また、2010年12月23日放送の『VS嵐』では、インパルスがプラスワンゲストとして出演した際、演じた堤下に対して櫻井翔から「あれ何すか?」と突っ込まれ、堤下が『Believe』の振りを披露した。
- 新人アイドル やや嵐 〜Road To Debut〜（2009年11月25日〜12月16日）

西野扮する敏腕マネージャーが、女性ゲスト（菊地凛子、マリエ、深田恭子）の元に直接売り込む。だが、メンバーが全員繊細な為に、笑ったり批判をしたりする事は禁止されているが、ゲストは披露時に必ず笑ってしまう為、中断されてしまう。
- GO！GO！やや嵐（2010年1月20日〜4月14日）

初の冠番組。西野と共にゲスト（水川あさみ、滝沢沙織 、優木まおみ、片瀬那奈、井上真央）が出演し、ゲームを行う。やや嵐の顔を過度に映す演出やゲームの結果に対する西野からの抗議がきっかけでメンバー同士がケンカすることがあるが結局仲直りし、「Believe」に合わせてダンスを披露する。
- 怪物王子！（2010年5月26日）

大野智が主演していたドラマ『怪物くん』（日本テレビ系列）のパロディ。怪物ちゃん役は当然りーだー（秋山）。怪物王子、ドラキュラ（西野）、ブタ男（塚地、つかじゅんとしての言及はなし）、フランケン（馬場）、ミイラ（ヘリョン）、双子の河童（ザ・たっち）、ゾンビ（杉浦太陽）が怪物王国に帰るためにゲームをする（進行役の西野とキャラクター上竹馬に乗っていた馬場は不参加）。
- 近すぎやや嵐（2010年6月30日、7月7日）

ゲスト（榮倉奈々、石原さとみ）が数秒間やや嵐の顔をみて耐える企画。
- やや嵐のCMパロディ（2010年8月19日〜2011年7月20日）

はねトびのスポンサーで、嵐が出演しているauのCMを完全再現。
- PVパロディ

コーナー冒頭では、「やや嵐」メンバーが嵐のPVの完全再現に臨んでいる。「 Believe」、「Happiness」、「Troublemaker」、「Monster」の4作を放送。「Step and Go」のパロディPVも制作されたが放送はされていない。

### しりたしキャバクラ
出演：梶原、秋山、塚地、板倉、山本
2010年2月3日放送開始。六本木のキャバクラ嬢、秋子（秋山）、梶子（梶原）板子（板倉）、塚子（塚地）と、「体験入店」のキャバ嬢に扮した女性ゲストもしくはお客として来店した男性ゲストの計5人で「しりたし」ゲームを行う。
- 「しりたし」のルールは通常のしりとりと同じだが、次に答える人は前の人より一文字多い言葉でなければならない（例：か→カバ→バイク→空港（くうこう）→裏表（うらおもて）→てんとう虫（てんとうむし）→白黒（しろくろ）テレビ…）。
- お題である最初の1文字はiPhoneの画面をスライドして出し、2文字の言葉から始める。
- 初回は前の人が答えた直後にすぐ答えなければならなかったが、2回目以降は間に歌を挟むようになったため、考える時間がある程度設けられた。
- 2010年5月26日放送分は後述の「しりたしモナリザ」と同じルールで行われた。このルール変更により、基本的に難易度は低下した。
- ミス[注 9]や不正をした場合[注 10]は「酔いを醒ます」為に中ジョッキ1杯（約400ml）の水（第3回で常温であることが判明）を一気飲みさせられる。その際、他のメンバーは「醒まそう〜♪醒まそう〜♪私は元気〜♪お水が大好き〜♪どんどん飲もう〜♪」とコールする（「さんぽ」の替え歌）[注 11]。水そのものは単なる水であるが、回数が重なると苦痛に襲われる。
- 水はボーイに扮した山本が運んでくる。この時山本は、コール中にタンバリンで盛り上げ役を担当するのがお約束となっている。ただし、その際に出演者を無視したオーバーアクションをとったり、「○○（なら正解）でしたね」と皮肉ったり（ただしお題が難しい場合は口ごもる）と余計な行動が目立つため、キャバ嬢たちからは嫌われている。
- ミス数は梶子・秋子2回、塚子3回、板子10回。

ゲスト
1. 2010年2月3日 安田美沙子
2. 2010年2月10日 マリエ
3. 2010年3月10日 滝沢秀明
4. 2010年4月21日 矢島美容室 - この回のみキャバ嬢4人と矢島3人に分かれてのチーム対抗戦で、ミスをした場合は連帯責任としてチーム全員が水を飲まされた。また、マーガレットの計らいで、マーガレットVS梶子で灰皿を滑らせてテーブルの端に遠い方が水を飲むという「灰皿チキンレース」が行われた（敗北した場合は水飲み）。なお、梶子はなぜか謎の強さを見せ3連勝したが、4回目の勝負ではマーガレットの肘鉄にやられ敗北。
5. 2010年5月26日 南明奈（アッキーナ）・井森美幸（ミユッキーナ）

BGM（いずれもABBAの楽曲）
- テーマBGM: Mamma Mia!（邦題: ママ・ミア→マンマ・ミーア!）
- ゲーム中: Voulez-Vous（邦題: ヴーレ・ヴー）- 歌詞に合わせて「増〜え〜る〜」と歌い、付け足す文字数分だけ「アハ!」とコールする。

### キュービックルーマン
出演：山本、西野、梶原
2010年2月10日開始。同年1月27日放送の「遅春!かくしてた芸大会!」で、山本がルービックキューブを披露したのがきっかけで出来たコーナー。ある飲食店にて店員が約1分で完成できるメニューを作り終えるのと、山本扮するキュービックルーマンがルービックキューブを6面揃えるのとで、どちらが先に完成できるかを競う。勝負に先立ち、店側の人がルービックキューブをシャッフルして、山本は国際ルールに則ってルービックキューブを15秒間目視できる。山本が負けた場合はその店を出入り禁止となり、今後その店で山本を見かけた場合は、先着1人に山本の自腹で賞金15万円が贈られる。進行役（立会人）は西野・梶原。
1. 2010年2月10日 『餃子の王将』で、天津飯が完成するまで。結果：勝利
2. 2010年2月24日 『松屋』で、牛焼肉定食が完成するまで。結果：敗北
3. 2010年3月3日『がってん寿司』で、寿司10貫握りが完成するまで。結果：勝利
4. 2010年4月14日 『博多一風堂』でラーメンが完成するまで。結果：敗北（一風堂だけではなく、全とんこつラーメン店への入店が禁止される）
5. 2010年4月21日 『コールド・ストーン・クリーマリー』でアイスクリームが完成するまで。結果：勝利（尚、この回で敗北の場合はコーナー終了となる予定であった）
6. 2010年6月30日- この回はそれまでの対決と異なりグルメ的要素ゼロで、舞台はフジテレビアナウンス室。対戦相手は2010年度フジテレビ新人アナウンサー4名で、研修テキスト（アナウンサーが日本語を正しく明瞭に発音する為の滑舌練習の教本）の中から抜粋した8つの文章（早口言葉。全て読み上げるのに約1分）を、新人アナ4人がリレー形式で最後の文章を読み上げるまで（途中で噛んでしまったらやり直し）を競った。結果：勝利

- ナレーター：吉水孝宏
- 主題歌：『キュービックルーマンの歌』（歌：吉水孝宏＆お台場にいたチビッ子たち）第5回目は2番歌詞が放送された。PVには鈴木がチョイ役として登場している。
- BGMには、『炎神戦隊ゴーオンジャー』の楽曲が数多く使用されている。

### M-0グランプリ
2010年3月3日放送開始。「M」はメールと、モテないのMであり、出場する女性芸能人の中で最も交友範囲が広いかをメールで競う大会。司会は、西野、梶原。審査員は、板倉、塚地、秋山、堤下。出場者の携帯電話に異性からのプライベートなメールが来れば勝利となり、最も早くメールが来た者が優勝。逆に最後まで来ない者は「モテない女王」となる。なお、電話、メルマガ、仕事や同性（オカマも含む）からのメールは無効。長時間収録となるため、暇潰しにトークをしたりゲストが応援歌を歌ったりする（歌のゲストはかなり豪華であり、MCからも「これが本編でいい」「MusicのMでいい」などとコメントされている）。
- 第1回 2010年3月3日放送 同年2月5日20:00〜6日01:00収録

| 順位   | 出場者                     | メール                         | タイム |
| ------ | -------------------------- | ------------------------------ | ------ |
| 優勝   | 馬場園梓（アジアン）       | 山田ルイ53世（髭男爵）         | 21:31  |
| 2      | いとうあさこ               | 広瀬大輔（放送作家）           | 22:33  |
| 3      | バービー（フォーリンラブ） | 高岡滋樹（TBSスタッフ）        | 23:05  |
| 4      | 伊藤さおり（北陽）         | 篠田歩                         | 23:26  |
| 5      | 虻川美穂子（北陽）         | 桝谷周一郎（「ルッカ」シェフ） | 00:29  |
| 最下位 | 小原正子（クワバタオハラ） | [ 注 13 ]                      | －     |

- 第2回 2010年6月2日放送 同年5月15日20:00〜16日01:00収録 今回は女芸人以外のタレントも参戦。馬場園といとうは遅れて参戦している。はるなは男性が異性とされた。

| 順位   | 出場者                     | メール                     | タイム |
| ------ | -------------------------- | -------------------------- | ------ |
| 優勝   | MAX（4人1組で参戦）        | 長浜之人（キャン×キャン）  | 21:41  |
| 2      | 伊藤さおり（北陽）         | 篠田歩                     | 22:41  |
| 3      | 馬場園梓（アジアン）       | 田村裕（麒麟）             | 22:54  |
| 4      | いとうあさこ               | マネージャー               | 23:00  |
| 5      | はるな愛                   | らむ（ダンサー）           | 23:24  |
| 6      | 黒沢かずこ（森三中）       | 大井洋一（放送作家）       | 00:13  |
| 6      | 磯山さやか                 | 小沢一敬（スピードワゴン） | 00:13  |
| 8      | 虻川美穂子（北陽）         | 桝谷周一郎                 | 00:38  |
| 9      | 上原美優                   | 男性（一般人）             | 00:53  |
| 最下位 | 小原正子（クワバタオハラ） | [ 注 15 ]                  | －     |

### プロポーズ大作戦
2010年の春と冬のスペシャルで行われた特別企画。結婚をしたいと総合演出の近藤に私的に相談したメンバーが、1ヶ月間のある厳しいレッスンを受け、何も知らずに呼び出した恋人のもとで成果を見せ、公開プロポーズを行う企画。
1.虻川ボクシング編（2010年4月7日）
「虻山みゆき」のボクシングとの友愛編から特別企画に派生。友愛ロケからそのまま夜通しでレッスンが開始され翌日、対戦相手が桝谷周一郎であると告げられる。
ロッキーのように虻川がプロポーズのため山木俊弘・天海ツナミ（山木ボクシングジム）の指導のもと1ヶ月間猛特訓し、桝谷の前で当時WBC女子世界5位のステファニー・ダブスと対決した。
試合は1ラウンド2分の3Rマッチ、完全決着制で実施。虻川はKOされることなく善戦を繰り広げ、引き分けに持ち越すことが成功。その後リング上よりプロポーズを行い成功、10月に虻川は結婚式を挙げた。
2.堤下クラシックバレエ編（2010年12月29日）
堤下が板倉に「今年中に話しておくべきこと」を追求され、「実はやや嵐のダンスの先生と交際しており、結婚したい」と告白。はねトびの収録現場での職場恋愛であるのと、虻川・伊藤の結婚発表の直後であったことから他のメンバーからは非難を浴びる。
メンバー会議の上、誰もが応援したくなるスタイルを検討。強制的にレオタード姿に着替えさせられ、ダンスの先生だけにクラシックバレエでプロポーズする提案がされた。
バレエ教室のジュニアコースにも参加し1ヶ月間のレッスンを受ける。演目は「白鳥の湖」のアレンジ版。バレエ経験者でもある恋人に、「言葉ではなく努力した姿」で気持ちを伝えたいという堤下の意向から、女装の上、本来は女性の振り付けを踊り、女性の気持ちを表現する形で行う。レッスン内では、やや嵐やスベルトンズがレッスンに乱入した他、婚約指輪を考える「指-1グランプリ」を実施した。「ほぼ100円ショップ」では堤下の先輩である雨上がり決死隊が登場し、プロポーズする旨を報告。
バレエの演目披露ののち、なぜかやや嵐の「Believe」のダンスでプロポーズを行った。プロポーズは成功し、2011年3月に結婚するも、堤下は番組終了後の2018年に離婚を発表する。

### ホメ上手決定戦
司会は武田祐子、板倉。芸能界が誇る褒め上手たちが集まり、その頂点を決定する。3rd stageでの勝者がホメ上手王となる。
第1回 2010年4月28日
出場者は石田純一、矢口真里、博多華丸、塚地。
1. お寿司 勝者・石田純一
2. たこ焼き 勝者・矢口真里
3. 何を褒めるか知らされていない状態 勝者・矢口真里

第2回 2010年7月7日 私服ホメ上手王決定戦出場者は石田純一、JOY、博多華丸、塚地。

登場する芸能人の私服を褒める。
1. 道端アンジェリカ 勝者・JOY
2. 千秋 勝者・石田純一
3. クリス松村 勝者・塚地

### 虻川美穂子 いきなりおもてなしクッキング!
出演：虻川、伊藤、塚地
2010年5月19日開始。初回は「虻川美穂子のカモナマイハウス!」というタイトルで行われた。イタリアンシェフ・桝谷周一郎と婚約した虻川だが、本人は全く料理が出来ない。料理人の妻が料理ベタなのはありえないとして料理特訓を行い、その料理を男性ゲストに振舞う。材料・レシピは明かされており、その通りに作ればまず間違える事はないのだが、料理が苦手な上にガサツな面が多々出る、男性ゲストに食べさせるというプレッシャーでテンパる虻川の姿が見物である。料理が得意な伊藤は、隣に棲む新婚主婦「篠田さん」として虻川にアドバイスを送り、塚地は婚約者のイタリアンシェフの男性に扮して男性ゲストの友達を紹介する。また塚地が本当のイタリアンシェフが言わないような下品なことをいい虻川に突っ込まれることが定番となっている。
1. 2010年5月19日 小池徹平・餃子 - 調理に2時間もかかってしまう。
2. 2010年5月26日 坂口憲二・コロッケ - コロッケの味はまあまあだが、付け合せのキャベツを水に漬け過ぎた為に「浅漬け」と言われる。
3. 2010年6月30日 松田翔太・ロールキャベツ - ロールキャベツを煮ている間にオムレツも作るが、ロールキャベツ共々コメントに困る味であった。

### しりたしモナリザ
出演：虻川、伊藤、小原正子（クワバタオハラ）、いとうあさこ、西野、木村智早
2010年7月14日放送開始。先述の「しりたしキャバクラ」の後継コーナーで、BGMも同コーナーの物を引き続き使用。出演メンバーが女装した男性メンバーから女性メンバーに、ボーイ役が山本から西野に変更された。
- ルールは「しりたしキャバクラ」と異なり、お題の1文字を固定してその文字から始まる2文字を1人ずつ全員で回答、小さい文字（ゃ・ゅ・ょ・っ等）は1文字として数える。クリアしたら3文字、更にクリアしたら次は4文字といった具合に増えていく。しりとりで繋げる必要はない。1度言った言葉を言うとアウトだが、同音異義の言葉ならセーフとなる（「くも」なら『雲』と『蜘蛛』、「マジック」なら『手品の意味』と『筆記用具の意味』、かいこなら『蚕』と『解雇』など）。
- マッサージでお客を癒すバー「モナリザ」を舞台に、小原がママ、虻川・伊藤・いとうがホステスを務め、お客としてやって来る男性ゲストとしりたしゲームをする。女芸人が負けると男性ゲストが美人マッサージ師（木村智早）のマッサージを受け、ゲストが負けるとボーイの西野が初回はiPhoneのルーレットを回して、8月4日放送分以降はカードを引いてマッサージする部位を決定、男性ゲストに指名された女芸人がマッサージをする。時間切れになるとベルが鳴る。
- マッサージ師のマッサージ中は女芸人から野次が飛び、コーナー2回目からはマッサージ終了後に美人マッサージ師が帰る際、女芸人に向かって皮肉を言う。女芸人が勝つとマッサージ役に選ばれた女芸人が大喜びするが、嬉しさのあまりはしゃぎ過ぎて軽く触る程度でなかなかマッサージができずに時間切れとなってしまうのが恒例である（3回目にいたっては触ってすらいない）。4回目ではゲストの二宮和也が負けた際、女芸人ではなくカメラアシスタントの女性を指名。女芸人たちはマッサージ師と同様にブーイングを出したため、次に女芸人が負けた際もその女性がマッサージを担当した。ちなみにコーナー名のモナリザは、小原が六本木で実際に経営しているバーの店名である。

ゲスト
1. 2010年7月14日 永井大
2. 2010年8月4日 松坂桃李
3. 2010年8月18日 五十嵐隼士
4. 2010年10月13日 二宮和也
5. 2010年11月3日 吉田栄作

### テストダブルス
出演：鈴木、塚地、板倉
2010年8月4日放送開始。勉強が苦手な芸能人と鈴木がペアを組み、小学生レベルの漢字テスト（1問20点 全5問）に挑戦する。はねトびメンバーで唯一の大卒（桃山学院大学）の塚地と兄が大卒（東京大学）の板倉は別室で解説。実況は福原直英アナ。また、服装やセットはダブルスだけにテニスを意識しているもので、会場はカンジブルドン（ウィンブルドンを元とした架空のコート）となっている。解き終えた後は、ボールボーイが解答し終えたテスト用紙を回収する。
誰でもわかるであろう漢字問題（小学校3・4年生レベル）に対し独創的すぎる漢字を作ってしまったり、それに対する鈴木の性格の悪さ（ほぼ自分は何もしない、出来た時は自分の手柄だと頑なに主張しまくるetc）に翻弄されるフォロープレイヤーが見どころである。
1. 2010年8月4日・11日　鈴木＆田村亮（ロンドンブーツ1号2号）結果：1st set 80点 2nd set 80点
2. 2010年9月8日・15日　鈴木＆金田哲（はんにゃ） 結果：1st set 0点 2nd set 60点
3. 2010年11月10日　 鈴木＆川島章良（はんにゃ）結果…1stset 60点[注 17]

### 寝起きもだめし大会
女性芸能人が特殊メイクでお化けに扮し、ホテルに宿泊中の男性タレントの寝起きを襲う企画。司会はキングコングの2人で、虻川も毎回驚かし役のトップバッターとして出演している。驚かせ役はみな高度な特殊メイクを施され、各自自分の番の時に初めて登場し、部屋に向かう前に驚かせ方のシミュレーションを行う。
何も知らされていないターゲットのお化けに襲われた際のリアクションぶりから、キングコングが独自の判断で得点(単位は後述)をつける。尚この得点数は驚かせ役の腕というよりは、驚かせるターゲットやその時の状況によって変動しやすい。ターゲットがビビりキャラであった場合、過剰に脅えいいリアクションをとってくれるので得点が高くなる傾向にある。
- 2010年8月25日

「納涼」の名目で行われた。
梶原はからかさお化け、西野は子泣き爺に変装していた。
得点の単位は「納涼ポイント」。
| 驚かし役の女芸人            | 変装したお化け | ターゲット                      | 得点 | 備考 |
| --------------------------- | -------------- | ------------------------------- | ---- | --- |
| 虻川美穂子                  | 口裂け女       | 若林正恭 （オードリー）         | 30   | 最初はいいリアクションを貰えたが、 途中暗視カメラに気づいた若林が笑いを意識した脅え方になったため、大きく減点。 |
| 馬場園梓 （アジアン）       | 山姥           | 春日俊彰 （オードリー）         | 90   | 春日が格闘経験者だったためか、寝起きにもかかわらず取っ組み合いに。 馬場園を一度マウントに沈めるほどの力で必死に抵抗した。 キングコングは先ほどの若林のものと対比させた上で、一連のリアクションを「これですよ!」と絶賛した。                                                                                     |
| 箕輪はるか （ハリセンボン） | 落ち武者       | 後藤輝基 （フットボールアワー） | 98   | 後藤は暗所で寝られないほどのお化け恐怖症。 箕輪の顔のベースと落ち武者がマッチした事もあり高得点を獲得した。 後藤はこの収録がトラウマとなり、ますます夜寝付けなくなった事が次回の寝起きもだめしで言及された。 満点を逃したのは、後藤が部屋中のすべての明かりをつけて寝ており、それを全て消すのに手間取ったため。 |
| 椿鬼奴                      | 河童           | 佐々木健介                      | 10   | キュウリを齧る音で目を覚ませるプランを練っていたが失敗。 肝心の佐々木は寝ぼけていて、なかなか鬼奴の存在に気づかなかった（無言で見つめあっていた）。 |
| 近藤春菜 （ハリセンボン）   | 鬼             | 北芝健                          | 0    | 今回の特殊メイクの中で一番手間がかかったものにもかかわらず、北芝の大声での威嚇になす術がなかった（一応対抗して大声を出し、大声対決の様相は呈していた）。 北芝曰く、「職業柄か、こういう大男に襲われる夢はよく見る」とのこと。                                                                                   |

- 2010年10月20日

「ハロウィン」の名目で行われた（だが特殊メイクはほぼ日本のお化けであった）。
梶原はパンプキンお化け、西野は黒タイツの骸骨（梶原曰く「オモシロ骸骨」、しりたしモナリザのメンバー曰く「スベりガイコツ」。このコスプレは好評で11月3日放送分まで連続で登場した後、スベルトンズに発展）に変装していた。
得点の単位は「ハロウィンポイント」。
| 驚かし役の女芸人            | 変装したお化け   | ターゲット                      | 得点 | 備考 |
| --------------------------- | ---------------- | ------------------------------- | ---- | --- |
| 虻川美穂子                  | 口裂け女         | 日村勇紀 （バナナマン）         | 80   | 今回は白無垢の衣装で登場。理由は「自分の結婚披露宴では金銭的な問題で和装ができなかったから」。 |
| いとうあさこ                | 化け猫           | コカドケンタロウ （ロッチ）     | 95   | かつて舞台女優の勉強をしていたいとうの演技力もあり、高得点を獲得。 驚いた素のリアクションに納得いかないコカドが 「（趣旨を理解できている）今だったら小粋な事が言える」と発言。 そのためテイク2を行ったが、散々な結果だった。結局コカドの方から「最初のを使ってください」と折れた。                                                                       |
| 矢口真里                    | トイレの花子さん | 藤森慎吾 （オリエンタルラジオ） | 0    | 今までとは別の切り口でお化けの演技をする矢口の腕に期待が高まっていたが、 扉から部屋に入るなり藤森が尻と局部が丸見えの状態で寝ていたというハプニングが発生する。 その為、矢口の最初の仕事はシーツをかけて局部を隠すことだった。 下着を着けないで寝るスタンスである藤森に対し、キングコングは 「俺らの予想を遥かに上回ったチャラさ」と評した。             |
| 箕輪はるか （ハリセンボン） | 落ち武者         | 内藤大助                        | -100 | 顔面の真ん中に大きな刀傷の跡が付け加えられた状態で登場。 内藤はお化けがいる傍で「何してんだろう」と呟くなど、いつも通りの天然キャラを発揮。 しかし肝心のリアクションが薄かったため、箕輪はトップから最下位への転落となった。 ちなみに内藤も下着を着けずに寝る習慣の持ち主であり、 その質問からの流れでまたしても局部が見えるハプニングが起きてしまった。 |
| 近藤春菜 （ハリセンボン）   | 半魚人           | クリス松村                      | 100  | 前回同様、元の顔が分からなくなるほどの特殊メイクを施された。 ターゲットのクリスはお化けに気づくなり顔面蒼白でバスルーム内に逃走。 オカマキャラを捨て去るほどの力で扉を押さえつけていた。 これほどのリアクションは今まで出なかったため、文句なしの満点となった。                                                                                          |

- 2011年8月2日

「納涼」の名目で行われた。
梶原は一つ目小僧、西野はちょうちんお化けに変装していた（顔を黄色く塗り、同色に塗った段ボールを身体の前面に着けただけの簡素な仮装）。
得点の単位は「納涼ポイント」。
| 驚かし役の女芸人          | 変装したお化け | ターゲット                | 得点 | 備考 |
| ------------------------- | -------------- | ------------------------- | ---- | --- |
| 虻川美穂子                | お歯黒べったり | 内間政成 （スリムクラブ） | 95   | 前回同様、白無垢の衣装で登場。相方の真栄田も助っ人として参加。 |
| 秋元才加 (AKB48)          | ゾンビ         | 田中卓志 （アンガールズ） | 99   | 口を縫ったインパクトのあるメイクで高得点を獲得。 最初に窓枠に座る計画だったが、カーテンを開けるなどひとつひとつの準備の度に「よし!」と言っていたため、梶原らに突っこまれていた。 ネタバラシ後、正体を明かそうと「会いたかった」の振付をしたが、その途中で田中のヒザを蹴ってしまい1点減点。 |
| ミッツ・マングローブ      | 山姥           | 上遠野太洸                | 80   | 脅かし役が初の男性。 上遠野がグランプリを獲得した2010年度のジュノン・スーパーボーイ・コンテストにミッツが審査員として参加していたという縁があり、 ミッツが本気で迫ろうとしたため減点。 |
| 近藤春菜 （ハリセンボン） | ハエ女         | 澤部佑 （ハライチ）       | 0    | 前々回同様、元の顔が分からなくなるほどの特殊メイクを施された。 澤部がイヤホンを着けて寝ており、音が聞こえない他リアクションが薄かったので最下位。その為、澤部は西野から0芸人ポイントと言われた。 なお、春菜は終始古畑任三郎のモノマネをしていた。                                          |
| 鬼ギャル （山本の彼女）   | 鬼             | 山本博 （ロバート）       | 100  | 一般人の参加は初。参加理由は「山本の仕事が増えるように」。 山本のリアクションは映像を見る限り、澤部以外のターゲットと比べてそこまで大きくはないが満点を取った。 初めてハリセンボン以外の優勝者となるが、ミッツからは「とんだ茶番」、秋元からは「頑張ったのに」とやや非難轟々であった。     |

#### 自宅きもだめし大会
上述の「寝起きもだめし大会」のマイナーチェンジ版で、特殊メイクでお化けに扮した女性芸能人が男性芸能人宅に忍び込み、帰ってきたところを襲う企画。司会は塚地・西野。何も知らされていないターゲットのお化けに襲われた際のリアクションぶりから、塚地が独自の判断で得点(単位は後述)をつける。
- 2012年7月25日

塚地はオバQ、西野はなぜかラーメン大好き小池さんだった。
得点の単位は「納涼ポイント」。
| 驚かし役の女芸人                       | 変装したお化け | ターゲット                      | 得点 | 備考 |
| -------------------------------------- | -------------- | ------------------------------- | ---- | --- |
| 江上敬子 ニッチェ                      | ゾンビ         | スギちゃん                      | 65   | ベッドの下から手が出てきた時まで、ワイルド感0な素のリアクションがとれたが、見た目が江上と分かる程度のメイクしか施されておらず、途中で正体に気づかれたため、減点となった。 |
| 指原莉乃 (HKT48)                       | 死神           | 斉藤慎二 （ジャングルポケット） | 3    | 元の顔が分からなくなるほどの特殊メイクを施された。 作戦こそは完璧で、斉藤自身もネタでは見せない、素のリアクションを見せていたが、肝心の指原視点のカメラが衣装に隠れて撮影できてなかったため、大幅減点となった。 その後、斉藤はゴールデンでの貴重な出番が棒に振られたことに焦り、テイク2を懇願した(その時、「ライオンとでも戦いますから」といい、西野に「そういう企画じゃない」とツッこまれた)。 |
| 芹那                                   | のっぺら口裂け | 大地洋輔 ダイノジ               | 90   | 芹那は階段のとこに隠れていたが、大地がリビングからなかなか離れなかったため、何度も壁ドンで気づかせようとして、その度に、大地はかなりいいリアクションをし、芹那の襲撃ではこの上ないいいリアクションがとれたが、物音を無視し続けたのは一家の主として失格、ということで減点。ちなみに大地はお化けを妻(みーちゃん)だと思い込んでた。 |
| 小原正子 (クワバタオハラ) いとうあさこ | 山姥 ヘビ女    | 滝沢秀明                        | 95   | これのみ、自宅以外で行われ、襲撃以外にもスタジオでのドッキリも仕掛けていた。 この他にも虻川(バケネズミ)と馬場園(ぬらりひょん)がおり、仕掛け人はタッキーに抱きつけるので全員張り切っていたが、襲撃は一人しか無理であるため、大縄跳び勝負の結果、いとうが勝利。その後、ネタバラシ後の追い打ち要員をかけた勝負で小原が勝利し、このようになった。 タッキーは、いとうの襲撃時にはさほどびっくりしていなかったが、小原の襲撃には「おぎゃあああああ!!」という声を出して崩れ落ちるほどのリアクションを見せ、優勝となった。 |

### TOKYO BOYS COLLECTION
2010年9月1日放送開始。東京ガールズコレクションのパロディ。オシャレ自慢の男性お笑い芸人（堤下はレギュラー、また、第2回から本物のモデルが1人とタンデムウォーキングを行うコンビ1組）がランウェイを歩き自慢の私服を披露する。ランウェイには毎回異なる障害物が仕掛けてあり、落ちたら泥で衣服を汚してしまう。司会は奇数回が板倉で偶数回が梶原、ファッションショーの進行は斉木美帆が英語で担当。本家TGCに出場する女性モデルがゲストに迎えられた。
1. 2010年9月1日 ローションが塗られ滑りやすいランウェイ。障害物として傾斜や段差、かまぼこ状になっている部分がある。
モデル・堤下、藤森慎吾、ケンドーコバヤシ、狩野英孝、木下隆行
ゲスト・山田優、西山茉希、あゆむ 、里海、菜々緒、トリンドル玲奈、石井美絵子
2. 2010年10月13日 円柱と半円により構成され揺れるランウェイを渡る。
モデル・堤下、綾部祐二、遠藤章造、JOY、フットボールアワー
ゲスト・神戸蘭子、益若つばさ、安田美沙子、トリンドル玲奈、難波サキ、中村アン、ローラ
3. 2010年11月17日 多量の小型ターンテーブルにより構成された回転するランウェイを渡る。ターンテーブルは右回りと左回りのものが交互に並び、回転速度が速いものが1箇所と、2箇所連続したところがある。
モデル・堤下、坪倉由幸、藤本敏史、中野裕太、品川庄司
ゲスト・吉川ひなの、トリンドル玲奈、神室舞衣、河北麻友子、南條有香、ERICA

### オンリーワン披露宴→カブらない披露宴
2010年9月1日放送開始。第5回（同年11月24日）から「カブらない披露宴」に改題。メンバー（秋山・塚地・板倉・梶原→虻川）とゲスト（バカリズム・松木安太郎ら8組）の計15組が、ある頭文字から始まる誰とも被らないだろうと思う品物を3つ持参する。全て誰とも被らなければ『ミスターオンリーワン』の称号がもらえる。しかし、1つでも被ると『ノットオンリーワン』となり失格、宴席から退場となり「オンリーワン披露宴」ではパイプ椅子の溜まり場、「カブらない披露宴」では蕪の被り物を着用され「カブり畑」に送られる。既にノットオンリーワンになった者の持参物と被っても失格になる為、失格者は生き残っているメンバーのオンリーワン阻止を狙う事となる（オンリーワンを狙う為に被らない品物を持って来るのが目的であり、阻止という行為は少々矛盾している）。
被らないことだけでなくチョイスのセンス（完全にマイナーなものではなく、ある程度メジャーかつなかなか出てこないもの）や戦略（持ち込みが困難な品物を敢えて持ち込む、誰もが思い付くであろうものを敢えて選ぶなど）も要求されたため、参加者にはかなりの精神的負担を強いる企画である。テーマソングは「威風堂々」。全16回開催するも、ミスターオンリーワン達成者は狩野英孝だけだった。

### スベルトンズ
2010年10月20日放送の「寝起きもだめし大会」で登場した、西野扮する「おもしろガイコツ」（ガイコツ柄の全身タイツとフェイスペイント）をフィーチャーした企画。10月27日、11月3日の放送でも「おもしろガイコツ」で登場したのち、山本と鈴木とともにユニットを結成した。当初は「ほぼ100円ショップ」などでメンバーがスベッた場合、いきなり登場し、面白い一言が言えなければ創作ダンスでさらしものにされるという企画を告げられたが、実際は番組エンディングでのダンスと、CDシングルの発売などの音楽活動に留まった。

### ババデミー大賞
出演：馬場
2010年11月10日放送開始。当時同局で放送されていた特別番組『バカデミー大賞』のパロディ。馬場が意味のない挑戦をしているVTR(「おババ映像」と呼ばれる)をメンバー全員で鑑賞。中には「ロッカーに手を挟まれる」といった、ただの自傷行為以外の何物でもないものもある。危険な行為を伴うため、当然のようにケガがつきものであるのだが、ケガしているところを見せたらしらけてしまうので、VTRではそれがわからないようにしている。
馬場自身トークが苦手なので、VTR解説部分は殆どおざなりにされていた。映像もリアクションも薄く、感想などを話すこともない。
1. 2010年11月10日 偶然フジテレビ局内にいた多田健二(COWCOW)が最後に登場し、大賞VTRを発表した。大賞は「ろうそくの火を手で消す」であった。
2. 2010年12月8日 ゲストに榊原郁恵と南明奈が登場し、榊原が大賞を発表した。結果は、最後にスタジオで行った「4mのうどんを一気に吸う」であったが、最終的に3mが限界で残りの1mは吐き出してしまった。
3. 2011年1月19日 ゲストに大島麻衣、平野綾、おかもとまりが『ピカルの定理』のリハーサルの合間を縫って登場。全ての映像が流された後、席を外したスベルトンズの3人がCD発売を告知。
4. 2011年2月9日 コラボ企画「ヘキサはねるホンマ123」のはねる枠にて登場。ヘキサゴンのスタジオで収録。今回も大賞は発表されず、ラストにはスタジオで「5mの蕎麦を一気に吸う」[注 18]という生ババデミーに挑むが、やはり吐き出してしまった。ヘキサゴンファミリーの山田親太朗も挑戦したが、同じく吐き出した。
5. 2011年3月16日 2時間スペシャルにて登場。「ほぼ100円ショップレギュラー全員版」の収録直後、「セットを歯で引っ張ってくる」というババデミーで登場。チャレンジの中には「世紀の対決」と題された、ジャイアント馬場に扮した馬場とアントニオ猪木とのガチンコ対決があった。また、ラストのVTRで偶然ロケ地のお台場のゲームセンターでデート中[注 19]だった山本の様子を公開し、そのVTRを見たメンバー達に山本は彼女に「キス」の予約を電話でするように強要させられた。
6. 2011年5月25日 10周年スペシャル第2弾で登場。「ほぼ100円ショップレギュラー全員版」の収録直後、また「セットを歯で引っ張ってくる」というババデミーで登場。今回は、ベルギーロケを行い、サッカー日本代表の川島選手とともに「至近距離シュート」を行った。番組の最後では山本の交際情報を披露した。大賞は発表されなかった。
7. 2011年8月17日 総集編「ゲストスター名鑑」として、過去のゲストの活躍を振り返る特別版。
8. 2012年3月7日 2時間スペシャルの企画として登場。「11人連続メンバー全員の自宅でホームパーティー」として、鈴木が運転するバスで、メンバーの自宅へ訪問する企画が行われた。一応「ババデミー大賞」のコーナーとして行われたため、進行は馬場が行うが別のメンバーに代わることもあった。メンバーの家族・親族が登場した他、ゲストとして、塚地の自宅ではももいろクローバーZが、西野の自宅ではモンスターエンジンが、鈴木の実家である黒兵衛ではT-ARAが、伊藤の自宅ではパンクブーブーが出演した。なお、山本はインフルエンザのために欠席し、バスが山本の自宅を通過した際、山本がベランダからバスに手を振った事でパーティーが終了扱いとなった。
9. 2012年7月18日 「ババリポート」として放送。

### ハネクーザ
出演：西野、梶原、虻川、塚地、秋山、ピース（綾部・又吉）、鈴木、馬場
2011年1月26日放送開始。スーパーサーカス集団「クーザ」のパロディ。開幕2時間前にツカ師匠（塚地）がケガをしてしまい、アキックスター（秋山）・マタセント→マタックスター（又吉）・アブー（虻川）が本番でのパフォーマンスができなくなってしまったため、代役を探すという設定で、練習生のアヤックスター（綾部）・ニシックスター（西野）・カジックスター（梶原）の3人がサーカスの技に挑む。
冒頭にはハネクーザのスペシャルサポーターの著名人に扮した、SUJU（鈴木）、石川リョウ（馬場）、秋上彰→池上アキラ（秋山）が登場する。
1. 2011年1月26日 「5段のハシゴを支えなしで登る」 結果：全員成功。更なる挑戦として7段、本家超えの9段のハシゴに挑むが、9段はニシックスターのみ失敗（成功したつもりが実は最後の段に足が掛かっていなかった）。
2. 2011年2月23日 「5mの綱渡り」 結果・まず始めにアヤックスターが成功、次にニシックスターがやや早足で、続いてカジックスターが片足上げのパフォーマンスを加えて成功。さらにアヤックスターが今度は後ろ向きで、カジックスターが途中でジャンプするパフォーマンスで大成功。最後にマタセント改めマタックスターが突如参戦。前転に挑戦するも大失敗、あっけなく転落してしまった。

### 名言MUSEUM・有名人名言アプリ
ある有名人・偉人の名言を紹介し、その伏せられた名言の一部分を挙手制で解答者が答えるクイズコーナー。不正解、進行の妨害、発言がスベった場合は罰として衝撃波とともに大量のBB弾を浴びる。なお、正解の解答が完璧ではなくても、意味やニュアンスが合っていれば、多少言葉が抜けていたり、間違えていても正解とみなされる。解答権は1人1回で、正解者が出た後、まだ罰を受けていない者は、その場で全員一斉に罰を受ける。

開始当初は「名言MUSEUM」というタイトルで、名言を持つ現代の有名人（有名人に扮したはねトびメンバー・本人役のゲスト）が展示されている博物館で、閉館時間を過ぎた深夜に警備員(西野)進行のもと有名人たちが「名言クイズ」なる遊戯を行う設定だった。

2011年4月以降は「有名人名言アプリ」にリニューアル・改題され、フジテレビ湾岸スタジオの楽屋に早く来てしまった板倉が、「有名人名言アプリ」というゲームアプリ(プレイヤーが進行役・出題者となりゲーム内でタレントらに名言クイズを行わせるというアプリ)を遊ぶという設定となった。リニューアル以降は西野とゲスト4名が回答者となった。中でも山里亮太（南海キャンディーズ）は頻繁にゲスト出演しており、西野とのNSC同期同士の対決に発展していた。

### カミングアウト総選挙
番組開始10周年の記念企画。

10周年スペシャル第1弾（2011年5月11日）で、番組愛を確かめるために今まで隠していたことをメンバーが五十音順で順に告白する「カミングアウトはねトび愛総選挙」を実施。その内容をブラッシュアップの上、同年6月8日放送回からレギュラーコーナー化された。このコーナーでは、有権者(メンバー全員とゲスト数名)の中からが「候補者」を選出され、候補者は演説台へ立ち、有権者に向かい、自身のカミングアウトを発表する。すべてのカミングアウトが終了後、有権者が一番ゆるいとカミングアウトをしたと思った人に投票する。一番ゆるいカミングアウトだと有権者に選ばれた者が「当選」となり、司会者により番組が仕入れた爆弾ネタを暴露されてしまう。

司会は「カミングアウトはねトび愛総選挙」　では、バカリズムと加藤綾子アナウンサー、コーナー化以降は板倉と加藤アナが担当。フジテレビのイベントでは、一般公募で集まった学生が特設ステージでカミングアウトに挑む番外編も実施（2011年8月31日・9月7日、2012年5月9日）。

### 落ちめっこ
出演：西野、梶原、秋山、馬場、塚地、鈴木、虻川、伊藤、堤下

2011年9月7日放送開始。コーナー名は、「落ちる」＋「にらめっこ」が合体したもの。ルールは、様々な格好に扮装、にらめっこして笑わせた方が勝者で、敗者は氷水プールに落下する。第2回（2011年10月19日）は、勝ち抜き戦となった。

### ぶさいく企画
ぶさいく芸人が、短期間で一芸を習得する企画。
- 今年の顔になるためにがんばった大賞（2011年12月28日)
  - 芸人たちが、「2011年今年の顔」になるべく、2か月間で一芸を習得し披露する。参加者は以下の通り。
日村勇紀（バナナマン）：タップダンス
小沢一敬（スピードワゴン）：体操の跳馬
塚地武雅（ドランクドラゴン）：テニスのサーブ的当て
岩尾望(フットボールアワー）：空手でバット折り
山里亮太（南海キャンディーズ）：フォーク曲げ
今野浩喜（キングオブコメディ）：逆立ち状態からの10m高飛び込み
田中卓志（アンガールズ）：バイオリンで「カノン」演奏
澤部佑（ハライチ）：バスケの3連続3ポイントシュート

- あれだけがんばったのにバレンタインチョコをもらえないのは誰だ!?（2012年2月8日）
  - 「今年の顔になるためにがんばった大賞」の続き。フジテレビ局内で勤務する一般女性を捕まえては、「今年の顔になるためにがんばった大賞」の映像を鑑賞させ、一番がんばっていると思った人へチョコレートを渡させる。上記の人物の中でチョコレートの個数が最も少なかった者が「一番モテない男」の不名誉を与えられる。

- ぶさいくキッチン(2012年4月25日・5月9日)
  - ハンサムキッチンのパロディ。ぶさいく芸人とイケメンタレントによる対決企画。イケメンタレントの得意料理を芸人たちが短期間で修行、その修練の成果をもとに勝負に臨む。勝者はサンバダンサーにより労われる。
  - 進行は渡辺和洋アナウンサーで、審査員は大桃美代子、トリンドル玲奈、あき竹城、西川史子、森崎友紀、菜々緒、ギャル曽根、山口もえ、杉本彩、太田光代、秋野暢子が持ち回りで担当。モニター横でマンボウやしろ、今野浩喜（キングオブコメディ）、久保田かずのぶ（とろサーモン）、向清太朗（天津）、トレンディエンジェルが、実況席でピカルの定理メンバーやぶさいく芸人の相方がガヤを担当。
  - 3時間スペシャル企画でありながらはねトびメンバーは塚地以外は全員見届け人としての出演であり、本来の番組内容である「メンバー5組によるコント番組」とは大幅に乖離した企画であったため、秋山・板倉を中心に不満や抗議の声が挙がっていたことが後に明かされた[4][5]。
1回戦　澤部佑（ハライチ） VS 中野裕太　-ハンバーグ
2回戦 田中卓志（アンガールズ） VS 杉浦太陽 -創作丼
3回戦 春日俊彰（オードリー） VS 黒木啓司（EXILE） -オムライス
4回戦 岩尾望（フットボールアワー） VS 永井大 -パスタ
5回戦　塚地武雅（ドランクドラゴン） VS 桝谷周一郎　-チャーハン

### スッピン美人
出演：虻川、西野、梶原、堤下、板倉、伊藤
『オシャレ魔女 アブandチェンジ』の後継コーナー。前作同様ゲームセンターを舞台にしており、来店する子供たち役の西野・梶原・堤下・板倉・伊藤は前作は子供服を着用していたのに対し、今作は学生服を着用している。虻川がスッピン美人ハンターとなり、女性ゲストとしりおわりというゲームで対戦するコーナー。しりとりとは逆に「ん」で終わる言葉を言った人が勝ち。ただし、「缶（かん）」や「剣（けん）」というように2文字で終わることはできない。また、最初から「ん」がつく言葉も言うことはできない。負けた方は顔のメイクを口→眉→目という順に落としていく(なお、嗣永がゲスト出演した際に2回負けた嗣永が眉のメイクを落とすことを頑なに拒んでいた為、虻川が「眉を落とさないなら目を落とせ」と案を出した後、嗣永は眉より先に目のメイクを落とした)。落とした後はマスク、サングラスを装着する。先に4回負けた人は最後にマスクとサングラスをはずし、スッピンの顔を披露する。第1回こそアブ＆チェンジ同様の終始虻川優位の展開で終幕したが、第2回は嗣永が虻川をトークでもゲームでも圧倒し虻川が敗北。僅か2回のみで終了した。
ゲスト
- 原幹恵 - 2012年5月23日
- 嗣永桃子 - 2012年5月30日

### 歌いだしカラオケ
歌いだしの言葉の頭文字がお題の一文字と合う言葉を当てるクイズコーナー（冒頭にセリフなどが入っている曲の場合でも最初に発される言葉の頭文字が判定対象となる）。DAM (カラオケ)に収録されている楽曲が対象で、正誤もDAMのカラオケマシン上の歌詞を用いて判定する。カラオケに入っていないCMソングなどは対象外。最初にお題1文字が指定された後、歌を思いついた者からボタンを押し、中央のマイクの前に行って歌って解答、正解なら勝ち抜け。最後の1人になった者は特製のマイクで任意の歌を歌い、途中でこのマイクの中から色々なもの（水・CO2ガス・紙吹雪等）が飛び出てくる罰ゲームが行われる。飛び出すタイミングは様々で、中にはイントロの時点で歌う間もなく飛んできた事もあった。設定としては「最新式カラオケゲーム『歌いだしカラオケ』を楽しむために集まった著名人や歌手が対決を行う」という形になっており、レギュラーメンバーは本人役ではなく楽しみに来たVIPや駆け出しタレントとして出演する（ゲストは本人として出演する）。
勝ち抜けた者や進行役などが正解例を歌ったり曲名を挙げたりすることがある程度認可されており（これらの解答はもちろん有効解答から除外される）、これにより残留者が苦しめられることも多々あった。

### 11人連続企画
バレーボールキャッチなどの簡単なゲームにはねトびメンバーが1人ずつ挑戦し、メンバー全員11人が連続で成功したら企画終了する。ただ、成功するまで終わらない。

### 突撃!実家の晩ごはん
『突撃!隣の晩ごはん』のパロディ。イタスケ(板倉)が、ターゲットとなるお笑い芸人とその芸人の実家へ行き、晩ごはんを食べる（実家にはロケ日に連絡する）。何の晩ごはんが出されるかをターゲットとなった芸人が予想する。正解すれば実家に金一封が出るが、外せば芸人本人が実家に自腹で金一封を送る。

## 単発企画

### 深夜時代（2001年4月 - 2003年12月）
- フジテレビ見学者コースに自前のブースをつくる (2001年10月22日)
- ローンの虎（2002年2月）
- ドラマ「整形美人。」全員ゲスト出演の収録の様子（2002年5月）
- 勝手にLIFE CARD（2002年7・8月）
  - LIFE CARDのCM風にメンバーの自宅を訪問するドッキリ。
- 北陽の母校・久喜北陽高校を訪問（2002年8月）
- お世話になった人にDVDを贈ろう（2002年9月）
- 生放送スペシャル（2003年1月1日）
  - 鈴木の結婚式ドッキリ
- H.R.はねトびホームルーム（2003年9月15日・10月13日に）
  - 2回だけ放送。梶原がMCのトークコーナー。
- はねトび釣り大会→鈴木拓の実家へ（2003年10月20日・27日）
  - 鈴木の極秘披露宴ビデオを鑑賞
- ピンクハレルヤ新曲ライブ（2003年12月1日）
  - 山本へのドッキリを敢行。全国放送決定の発表もされた。

### 火曜23時枠時代（2004年1月 - 2005年9月）
- はねトびスキー大会（2004年2月）
  - 北陽以外の9人が新潟県苗場スキー場で滑走やジャンプを競った。塚地は失敗ジャンプで体を強打し一時リタイア。
- 「お台場冒険王」オープニングセレモニーで村上光一社長とトーク（2004年7月）
- 27時間テレビ大反省会（2004年8月）
- TSUKAJI24（2004年4月 - 5月）
  - 塚地へのドッキリ。塚地の行動を24時間観察し、その映像を本人に見せネタばらしした。仕掛け人：いとうあいこ。DVD「はねるのトびらIII」に収録。
- 秋山竜次の父の正体に迫るロケ（2005年1月18・25日）
  - 秋山竜次の父親は本当に俳優だったのかを知るべく、実家の北九州まで行き青春を過ごした地を巡り、確かめる企画。結局秋山竜次の父親の芸名「城春樹」は違う俳優だった。
- 伊藤さおり恋愛企画（2005年3月22・29日）
  - 伊藤に普通の女の子ではなく、女芸人として彼氏に笑いを届ける企画。
- フジテレビ入社式に乱入（2005年4月12日）
- ゴールデン進出記念 山本「私服大喜利」ドッキリ（2005年8月30日）

### 2006年
- ためしてガットン（3月1日）
  - 裏番組である「ためしてガッテン」のパロディ。スランプ気味の伊藤さおりを催眠療法によって潜在能力を引き出す企画。
- 西野ホワイトデー企画（3月15日）
- 笑わせるせぇるすまん（5月10日）
  - 藤子不二雄A原作のアニメ「笑ゥせぇるすまん」のパロディ。塚地が面白笑造（おもしろ わらぞう、喪黒福造のパロディ）として、フジテレビ局内を廻り、出会うスタッフや人々を一発ギャグで笑わせる。
- はねトリノ2006 お笑いフィギュア選手権（2月22日）
- 黒のエプロン（8月2日）
  - 愛のエプロンのパロディ。鈴木の実家「居酒屋黒兵衛」のオリジナルメニューを鈴木の他、伊藤・梶原・秋山・堤下が創作。
- エンタマーシャル（6月 - 2007年1月）
  - 番組スポンサーでもある日産自動車と共同でコマーシャルを制作。(関連リンク) 同時にスペシャルサイト「viva-minivan.com」を開設。

### 2007年
- ワライの品格（2月7日）
  - 「ハケンの品格」のパロディー。塚地扮する主人公が、「芸人たるもの楽屋でも、笑いの事を考えていなければならない」をコンセプトに、鈴木をお供に、北陽、ロバート、キングコング、インパルスを『ザテレビジョン』の取材と称し、マジックミラー越しに楽屋の様子をウォッチングするというもの。ちなみに、後に楽屋の鏡から撮った写真を本人達の前で暴く。しかし、最後には板倉が「お笑いを愛してるなら自らの出演映画の賞を捨てれるはず」としたが塚地は曖昧に答え、置いてきぼりにされたのち「はねトびはご覧のスポンサーの提供でお送りしました。」と述べた後、映画関係者への謝罪、そして「映画に出さしてください！」と懇願して番組を締めた。2月14日発売のザテレビジョンでは、3ページにわたってはねトびの特集ページが紹介され（回転SUSHI、ほぼ100円ショップなど）、さらに、3月20日発売のザテレビジョンの表紙もはねトびが飾ることになった。
- 西野バレンタイン企画（2月14日） 
  - 吉本男前ランキング2位の西野に、ロンドンブーツ1号2号の亮、次長課長の井上、チュートリアルの徳井と、どっちが男前なのか勝負する企画。
- 山本博の実家に訪問（4月11日）
  - 4月4日のスペシャルで、全く出番のなかった山本が急遽開いたロケ企画。「身を削るしかない」と、道中では自虐的なクイズを連発し、正解者（実際は山本の指名）に山本が大事にしているあしたのジョーのフィギュア、昔の彼女の私物を景品に出し、挙句の果てにはポケットマネーの1万円を出そうとし（正解者の堤下敦が断ると、更に1万円を出そうとしてメンバーに突っ込まれる）、「そこまでやらなくても…」とメンバーに言わせるほど切ない雰囲気をかもし出していた。実家に到着すると山本の母がバスガイドの格好、ご馳走でメンバーを出迎える。そして山本扮するC3と山本の母親扮するダース・ベイダーがビームサーベルで戦うというミニコントを披露。更に山本の母が秋山と馬場以外のはねトびメンバーを「山口さんちのツトム君」の替え歌で「キンコン・北陽消えろ」「インパとドランク帰れ」と熱唱。最後は山本家全員で「帰れ!帰れ!」のシュプレヒコールを言うオチとなった。カット後、山本の母はメンバーに泣きながら感謝の言葉を述べていた。
- はねトびが冒険王をジャック（7月25日）
  - 「お台場冒険王」の人気コーナーブースの紹介。内容は「ギリギリッス」の新ゲームの紹介、「短縮鉄道の夜」にアナウンサー軍団がゲストとして登場など。
- 未公開映像を大公開（8月15日）
  - 西野以外の「スターだらけの大運動会」のメンバーが、屋形船でこれまでの放送の内容をVTRと共に振り返る。またしても山本だけ一度も振り返る映像がなく、C3の目をとった後に泣きそうになった。
- 山本がメンバーにクイズを出題（10月24日）
  - 10月3日のスペシャルで、「ギリギリッス」のフンコロガシ役でしか出番がなかった山本が、再びメンバーに自虐的なクイズを出題。

### 2008年
- 虻川だましの裏側（1月16日放送）
  - 2008年1月1日の元旦スペシャルで、グラビアアイドルの撮影として呼ばれた虻川を、自らのコーナーではめるという企画の裏側を、密着カメラが撮影。
- 虻川バレンタイン企画（2月13日）
  - 片想いするバーのマスターに告白させられる。
- はねるのトびら卒業式（3月19日） 
  - 校長（板倉）による進行の下、各メンバーがある物から強制的に卒業させられる。
    - キングコング - M-1敗戦ショックから卒業。サンドウィッチマンが登場、西野と伊達みきおのエピソード対決
    - 虻川 - 失恋ショックから卒業。エド・はるみとの髪切り対決
    - 馬場 - 自主的に緑の髪から卒業、坊主頭にする
    - 塚地 - ズボラな生活から卒業。アントキの猪木により120万円超の家財道具を購入させられる
    - 山本 - 芸能人のポジションから卒業（それ以降カメラに映れなくなる）
    - 鈴木 - 分不相応なマンション生活から卒業（別宅を引き払われる）
    - 秋山 - 熟女好きキャラから卒業（若い恋人（後に結婚）の存在を暴露）
    - 伊藤 - 北陽のツッコミから卒業
    - 堤下 - 破局した恋人から卒業（ストーカーまがいのエピソードを暴露、最後のメールを送らされる）
    - 板倉 - 極度のビビリからの卒業（逆バンジー）
- キングオブコント企画（10月15日）
  - 「キングオブコント2008」の決勝前夜、ネタ合わせ中の決勝進出者（はねトびメンバーであるロバート、常連ゲストのバナナマン・TKO）の元を板倉らメンバーが抜き打ち訪問し、ネタの無茶振りなどで手荒な陣中見舞いをする。いずれも優勝を逃した終了後の心境はぬるま湯温泉で告白。

### 2009年
- 新年ドッキリ企画（1月14日）
  - 1月14日放送。メンバーやゲスト芸人の元を抜き打ち訪問した板倉らが「言わなきゃいけないのにまだ言ってない事があるはず」と問い詰め、プライベートなどの秘密を無理やり告白させるが、「そんな事じゃない」と言って別の秘密を聞き出していく。しかし本当に言うべきなのは視聴者に向けての「あけましておめでとうございます」だったというオチ。ターゲットは山本、鈴木、馬場、髭男爵、くわばたりえ（クワバタオハラ）、はんにゃ、日村勇紀（バナナマン）。しかし、馬場に対してだけは逆に板倉の秘密が暴露され（キングコングが出場したM-1が行われた日に板倉が馬場を合コンに誘ったこと、さらに合コンが行われた居酒屋で西野が来ることを知り、西野に見つからないように店員にお願いしたこと）、梶原が板倉に問い詰め、最後は馬場と板倉の2人が「あけましておめでとうございます」と視聴者に向けて言うオチとなった。
- 塚地復帰記念企画（1月28日）
  - 1月28日放送。ほぼ100円ショップのセットを使って行われた。足を骨折した塚地が約1ヶ月半ぶりに収録に復帰したが、まだ完治していないため代役候補に登場してもらう。代役候補は今野浩喜（キングオブコメディ）、塚地のそっくりさん、塚地の実弟。
- お清め企画（4月1日・300回記念2時間スペシャル）
  - 2008年3月の「はねるのトびら卒業式」の第2弾。300回スペシャルを気持ちよく迎えるため隠し事や悩み事をしっかりお清めする。
    - 秋山（&馬場・山本） - 秋山が1年前に極秘入籍していたことを発表
    - 西野 - ツッコミの痛さを分からせるためオードリーのどつき漫才の間に入らされる。その後、西野だけ参加していない「スターだらけの大運動会」名物の巨大坂道と熱湯も体験。
    - 虻川 - 強制的にビキニ水着姿を披露。こちらはオシャレ魔女 アブandチェンジのセットで行った。
    - 塚地 - 骨折の治りが遅いため自宅にトレーニングマシン3台を強制設置（代金は自腹）こちらは塚地の自宅で行った
    - 堤下 - 森三中の黒沢かずこが恨みを再現VTRで告発。こちらは前室で行った
    - 梶原 - 妻が家庭内での女々しい態度を暴露。こちらは「実録スケバン物語」のセットで行った。
    - 鈴木&伊藤 - 鈴木の実家の居酒屋を救済するため店で働かされる
    - 板倉 - 最後ぐらい花火を見てめでたく終わるため花火付き逆バンジー(去年の卒業式のような伝えられる瞬間のリアクションはなく自然とスタンバイが完了していた。)。
- 緊急売り込み企画 ビールのCMに出たい（5月6日）
  - メンバー（西野・堤下・伊藤を除く8人）がそれぞれ考えたビールのCMをプレゼンする。
- 町おこし企画（8月5日)
- FNS緊急合同企画 はねトび総選挙（8月12日、9月2日、9月9日）
  - はねトびメンバーで最も地味な鈴木と山本、どちらが不人気かを国民投票で決める企画。8月12日の番組ラストで「政見放送」が行われた。投票は、8月28日に各テレビ局に設置された投票箱に鈴木と山本のどちらが好きかを記入する。各都道府県で獲得票数が多かった方が「当選」し、47都道府県中過半数（24県）を先に当選した方が勝利。9月2日放送で投票結果を発表。投票日までの間両候補が各地で遊説を行ったり、開票結果発表を選挙特番を思わせるセット・司会者[注 20]で放送したりなど、同時期に行われた本物の総選挙を思わせる様々な演出がなされた。
  - 全47都道府県で（トータルでも15,654-41,560）山本が勝利し、鈴木がメンバーの中で最も人気が無いという結果となった（鈴木は悔しさと悲しさの余り涙を流した）。
  - それぞれのキャッチコピーは鈴木が「私は爆発力があります」、山本が「どん底からのポジティブシンキング」。
  - 9月9日放送では、総選挙の裏側が放送された。
  - 47都道府県の投票のため、フジテレビ系列局がない地域でもデパート等に投票箱を設置して、投票ができた。
- 裸の大将は誰だオーディション（11月4日）
  - デブキャラの芸人が集い、裸の大将の後継者を競う。
- 塚地誕生日特別企画（11月25日）
  - 塚地の誕生日にメンバーから芸人らしき仕事(ケーキ爆破、激痛マッサージ、張り手、逆バンジーなど)をプレゼントした。
- 寝起き竹谷D!（12月9日）
  - 竹谷ディレクターがアイドリング！！！に寝起きドッキリを仕掛ける。

### 2010年
- 遅春 かくしてた芸大会（1月27日）
  - 鈴木と山本が4ヶ月間猛特訓したかくしてた芸を披露する。鈴木は「大型自動車運転免許の取得」、山本は「ルービックキューブを1分以内に6面揃える」であった。この企画がキュービックルーマン開始のきっかけとなる。
- はばたけ!そり人間コンテスト（2月3日）
  - 2009年8月の「町おこし企画」で板倉が冗談で「さびれた町の方々、お便りください」と発言したのがきっかけで富山県南砺市から町おこしの依頼が届く。
  - イオックス・アローザスキー場でメンバーが市民創作のソリですべり町おこしをする企画。
- 発車オーライ 鈴木バスが行く（2月24日/3月10日）
  - 「遅春 かくしてた芸大会」で大型自動車運転免許を取得した鈴木が、フジテレビ本社と湾岸スタジオを結ぶ送迎バスの運転手となり、ゲスト（杉崎美香、矢口真里、キュービックルーマンのPVに出演した子どもたち）とトークを繰り広げる。最後にはねトびメンバー全員が乗車し、後述の「帰れま10」へ向けて移動させられることに。
- 黒兵衛のお父さんが頼んでほしいメニューベスト10を当てるまで帰れま10（3月10日）
  - お試しかっ!の企画、「帰れま10」パロディ。鈴木の両親の営む店「黒兵衛」に行き、お父さんが頼んで欲しいメニューベスト10をあてないと帰れないという企画。選択したメニューはパーフェクトを出す出さないに関わらず自腹で食べなければならない。売り上げを上げるため、1品につき2つ出る。司会の板倉は参戦しない（黒兵衛の料理は苦手だから）。本家ではベスト10を全て当てないと帰れないが、この企画の本来の目的が「居酒屋を救済」することであったため、まだ全てを当てていないにもかかわらず、「十分に売り上げを稼いだ」ということで打ち切られた（この時板倉は「最後までやりま10!」と発言した）。

- 日本経済回復プロジェクト（4月14日）
  - 景気を回復させるため、メンバーが自腹で欲しいものをコストコで買っていく。買う順番はルーレットで決める。前の人よりも商品価格が高いものを購入しなければならない。本当に欲しくないものは買うのは禁止。
- ADシミュレーションまさかの映像30連発（4月21日放送）
  - ギリギリッス、回転SUSHIなどの企画のADによるシミュレーション映像を鑑賞。
- そうだったのか 虻川美穂子の学べる周一郎（4月28日放送）
  - 虻川が自らの婚約者の情報を同じくちょうど真裏の“池上彰の学べるニュース”風に説明する。
- 虻川挙式前日にメンバーが訪問!（10月27日）
  - 虻川の披露宴の前日の打ち合わせの部屋にメンバーが入って来て、披露宴の料理をプレゼンする。
  - プレゼンした料理は伊藤のケーキ。虻川は料理を食べることにより、体脂肪増加で下腹部が膨らみウエディングドレスが着れなくなるのを恐れて頑なに拒否するが、結局食べてしまう。更に怒った虻川がメンバーを追い出すも、しばらくするとまた入って来て今度は翌日の披露宴に参加できないメンバーの料理を提供されて憤慨する。メニューは堤下のハンバーグ、秋山のとんこつラーメンと、いずれもカロリーの高いものばかりだった。
  - ラストはウェディングドレスをお披露目した。また、エンディングでは披露宴の様子と虻川のはねトびでの活躍のスライドショーが流れた。
- そうだったのか！ 秋上彰の学べるお笑いショー（11月3日）
  - 「吉本2000年組問題」として秋上彰（秋山）がピース、平成ノブシコブシ、キングコングの裏話をちょうど真裏の“池上彰の学べるニュース”風にお勉強していく。

ピース：綾部は先輩に異常に媚び、後輩に陰口を言われていること。又吉は鬼ギャルとの交友関係。
平成ノブシコブシ：実はそんなに売れていないこと。
キングコング：余計な行為（特に西野の自意識過剰な自己アピール行為）が目立つこと。
- エピソードナンバーワングランプリ（11月17日）
  - ドッキリでトーク上手芸人（塚地・ケンドーコバヤシ・高橋茂雄・小籔千豊）が呼び出され、自分がするはずだったエピソードを抽選で決定されたトーク下手芸人（伊藤・狩野英孝・八木真澄・くまだまさし）にレクチャー。トーク下手芸人がお客さんにそのエピソードトークを聞いてもらい、面白かった話をお客さんの投票で決定する。1位は高橋・くまだペア、最下位は塚地・伊藤ペアだった。

### 2011年
- ザキヤマpresents 塚地改造（2月2日放送）
  - 塚地の天敵とも言えるザキヤマこと山崎弘也が登場。塚地の真の実力をフジテレビで披露することに。
- モデルハンターアブソネス(2月2日)
  - モンスターハンターのパロディ。湾岸スタジオのタレントクロークで虻川が道端アンジェリカを捕獲。スタジオ(決闘場)に移動し高カロリーのスイーツを食べる罰ゲームを賭けて対決する。
- 頑張れ!悪童美女（3月2日）
  - 司会進行は韓国出身タレントのヒョンギ（金鉉起）とキム・ボミ (女優)（英語版）。日本進出を目指す架空のK-POPグループ「悪童美女（アットンミニョ）」が登場。メンバーのムガン（塚地）、カジュ（梶原）、リュジ（秋山）、ババン（馬場）、ヤマモ（山本）の5人はステージで新曲「愛ハセヨ」を披露しようとするが、「日本で埋没しないようにするためには派手な演出が必要」と判断したヒョンギとbomiが、特製「ベルコンステージ」を用意する。5人は聞いてないと抗議するが、事務所との厳重な契約で決められているため、逆らうことはできない。
  - ベルコンステージには1人ずつ挑戦。メンバーのうち4人が手前で歌い、残り1人がベルコンステージを奥から走り抜けて4人に合流する。曲が終了するまでに5人が揃えばそのままフルで歌えるが、途中で落ちれば演奏は停止し、全員が失敗すれば曲の全貌は明らかにならない。なおあくまでベルトコンベア部分は「ステージ上」であるため、メンバーはベルトコンベアを走りつつ歌わなければならない。
- うじうじ男・塚地武雅、連続告白企画「返信無用はもう無用」！(5月11日 10周年スペシャル企画)
  - 多くの女優のメールアドレスをゲットしているのにもかかわらず、メル友以上の関係には発展していない塚地が女優に対し(強制的に)直接告白をするコーナー。断られたらその女優のアドレスを消去しなければならない。
- ほぼ100円ショップ番外編 マルモにお邪魔(5月28日 10周年スペシャル企画)
  - ほぼ100円ショップの4月20日放送分(ゲスト:芦田愛菜、阿部サダヲ)で、高額商品を選んだ堤下の罰ゲームとして阿部に坊主にする約束をした。マルモのおきての収録現場に100円ショップの服装でお邪魔し、堤下は番組の主題歌のダンスを披露し、途中でカツラの仕掛けを使い、坊主にしたことを披露した。
- 背中流しプロジェクト(6月29日)
- フラッシュツッコミ(7月6日)
  - フラッシュ暗算の要領で画面に一瞬だけ表示される2文字を使ったツッコミをするコーナー。
- 回文ベストアンサー(7月27日)
  - ○○が○○などという一部分のみ決められた言葉で回文を作る。司会はつかじたいすけ(塚地)。
- ひもくじ(9月7日)
  - 東京ガールズコレクションの舞台裏で、トルコ人に扮した秋山が、TGC出場者にひもくじをさせる。当たりのくじが引かれた場合はケバブを食べることができるが、はずれのくじを引くと罰ゲームがある。
- 背中美人ユニバース(9月21日)
  - 女芸人を中心とする女性タレントが背中のみを露出。30人の男性ゲストに最も美しい背中を選んでもらう。

### 2012年
- いい夫婦大賞(2月1日）
- 堤下安産祈願（2月15日)
  - 堤下が第1子の出産を前に、安産祈願の奇祭に参加する。エンディングではインパルスが夫人の出産に立ち会うVTRが放映された。
- 堤下出産祝い企画(2月29日）
- ペンキ壁企画(5月30日)
  - 湾岸スタジオ玄関で、メンバーがウエスト×2倍の幅の赤いペンキが塗られた壁の隙間を通り抜けるコーナー。「初心忘れるべからず」をテーマに行われたため、総合演出の近藤正広もゲームをやらされる羽目になった。
- バラエティ維新の会(6月27日)
  - 日本維新の会のパロディで、秋下市長(秋山)がバラエティ番組の斬新な企画を提案。
- ゴールデン不適合者は誰だ(7月18日)
  - ゴールデンタイムのテレビ番組のメインターゲットである子供の悩みを布団の中でスギちゃん、板倉、秋山らが相談する。解決させることができた人から抜けていき、最後に残った人がゴールデン不適合者になる。
- モテマッチョグランプリ(9月5日)
  - フジテレビ局内の廊下を通った女性アナウンサーや女性スタッフに画廊仕立てに並び立てられた男性芸人10人の生の裸の上半身を見てもらい、気に入った物を選ばせてランキングする。順位は以下の通り。

1位：ツネ（2700）
2位：宮地謙典（ニブンノゴ！）
3位：レイザーラモンHG
4位：板倉俊之（インパルス）
5位：加藤歩（ザブングル）
6位：宇治原史規（ロザン）
7位：多田健二（COWCOW）
8位：井戸田潤（スピードワゴン）
9位：鈴木拓（ドランクドラゴン）
10位：寺門ジモン（ダチョウ倶楽部）
- 腹鳴らし選手権(9月5日)

## 番組終了に向けた企画

### 第1期

#### スズタク超ミラクルタイプ
ココリコミラクルタイプのパロディで鈴木のNG集を放送。その後、話の流れで鈴木が彼女（現妻）にプロポーズし成功。

### 第2期

#### ラストパフォーマンス
9月12日の最後のレギュラー放送で実施。あと1回で最終回を迎えるはねトびのメンバーが、番組最後のパフォーマンスをする。
- 虻川 - 寝起きもだめしの逆ドッキリを受ける。
- 山本 - 寝起きもだめしの逆ドッキリでお化けになる。
- 鈴木 - ロケバスの運転。

以上の3人は、やらされた物を強制的にラストパフォーマンスにされてしまった。
- 塚地 -　「サラリーマン塚地さんの一発ギャグのススメ」のセットで一発ギャグ。
- 梶原 -　「ギリギリッス」のトランポリン高飛びの新記録に挑戦。しかし、失敗した。西野が不在だったため、進行は板倉が代行。
- 堤下 - 自宅でハンバーグを作る。途中から、はねトびのコント「闘う男〜星野監督」「大家族スペシャル」の形式でメンバーによるボケにひたすら突っ込んでいくコントに発展。
- 伊藤 - メンバーの顔の形をしたパンを配る。
- 馬場 - 最後の「ババデミー大賞」として、「長いそばを一気に吸う」に挑戦。しかし、先述通りやはり吐き出してしまった。
- 秋山 - 新ネタ「カラダものまね」を初披露[注 21]。
- 西野 - メンバー1人だけロケに参加せず、フジテレビ湾岸スタジオ屋上の特設セットでフルマラソンに挑戦後、メンバーと合流し板倉のボケにツッコむ。
- 板倉 - 番組最後に西野にボケをする。

#### はねるのトびら　THE FINAL
9月26日・最終回。番組の歴史と過去のコント映像をメンバーとともに振り返る。司会は高島彩と渡辺和洋（番組開始と同じ2001年にフジテレビ入社）。最後に「新しい波8」司会だった、香取慎吾によるビデオレターを放映。メンバー全員の挨拶のあとスタジオから退場。全員退場後、オープニング映像で使用される扉が閉まり番組が終了した。